# Lamborghini Huracán
El Lamborghini Huracán es un automóvil deportivo de alto rendimiento, producido desde 2014 hasta 2024 por el fabricante italiano Lamborghini, subsidiaria del Grupo Volkswagen. Es el sucesor del Lamborghini Gallardo.

## Presentación
La primera versión que se presenta es el LP 610-4 Coupé. Desde Italia confirmaron que las entregas de este automóvil comenzaron durante la primavera de 2014, mientras que su presentación oficial al público se llevó a cabo en la 84.ª edición del Salón del Automóvil de Ginebra en marzo de ese mismo año.
Además de su presentación oficial en Ginebra, Lamborghini inició desde el mes de enero una serie de presentaciones privadas de este modelo en 60 ciudades de todo el mundo. Se trata de un coche que, según la marca transalpina, establece un nuevo estándar de deportividad de lujo en el segmento, afirmando a su vez que ofrecerá a los conductores un estilo dinámico en combinación con un alto nivel tecnológico, un diseño innovador y una gran calidad de acabados.
Presenta tres modos diferentes de conducción. El primero de ellos es el Strada y está pensado para el tráfico abierto, ya que selecciona las marchas de forma totalmente automática y la entrega de la potencia del motor es muy progresiva.
Por encima se sitúa el modo Sport, que mantiene el cambio de marchas en modo automático, pero modifica la respuesta de la suspensión, del acelerador y de la dirección, dando más agresividad al conjunto. Y finamente, está el modo Corsa, donde da rienda suelta a todas sus posibilidades, cambio mediante levas incluido. La marca ha bautizado al conjunto de estos tres programas como "ANIMA".

## Nomenclatura
El nombre del Huracán está inspirado en un toro de lidia español, similar a varios otros nombres de modelos de Lamborghini en relación con el tema de la tauromaquia, el cual era un animal conocido por su coraje y bravura criado en la ganadería del Conde de Patilla de Benavente (Zamora). Se lidió en la Plaza de toros de Alicante el 3 de agosto de 1879.
Inicialmente se iba a llamar "Cabrera", que es una de las castas fundacionales de la raza del toro de lidia sevillano y que, en cualquier caso, el Cabrera podría acabar llamándose de cualquier otra forma al pasar a producción. Ese nombre provisional sonaba a cualquier cosa, menos a superdeportivo. Posteriormente, acabó por denominarse como Huracán.

## Características

### Motor
Mantiene el mismo motor V10 naturalmente aspirado de 5204 cm³ (5,2 L; 317,6 plg³) heredado del Gallardo, con un diámetro x carrera de 84,5 x 92,8 mm (3,33 x 3,65 plg), distribución DOHC con 4 válvulas por cilindro (40 en total), distribución de válvulas variable (VVT), lubricación por cárter seco y una relación de compresión de 12.7:1, que desarrolla una potencia máxima de 610 CV (602 HP; 449 kW) y 560 N·m (413 lb·pie) de par máximo, compartido también con el Audi R8 4S.
Para garantizar el equilibrio y el rendimiento, la disposición es de motor central-trasero como se acostumbra desde hace tiempo en la firma. Tiene tanto inyección directa como inyección multipunto de combustible, combinando los beneficios de ambos sistemas y siendo la primera vez que se utiliza esta combinación en un V10.

### Rendimiento
Su plataforma combina la tecnología de fibra de carbono con elementos de aluminio, lo que deja el peso total en 1422 kg (3135 libras), con una relación peso a potencia de 2,33 kg/CV. Un Ferrari 458 Italia pesa 1380 kg (3042 libras), mientras que el Huracán tiene dos cilindros más y cuenta con tracción integral. Por su parte, el McLaren MP4-12C pesa 1350 kg (2976 libras), teniendo un chasis completamente fabricado en fibra de carbono y un motor más pequeño, contando solamente con tracción trasera.
Su velocidad máxima es de 325 km/h (202 mph) estimada por el propio fabricante, pero probablemente bajo ciertas condiciones podría sobrepasar esa cifra. Acelera de 0 a 100 km/h (0 a 62 mph) en 3.2 segundos y de 0 a 200 km/h (0 a 124 mph) en 9.9 segundos.
Se controlan electrónicamente todas las ruedas motrices, que tiene como objetivo aumentar la tracción en diversas superficies y el rendimiento general del coche.

#### Aceleración en prueba de carretera
- 0 a 60 mph (0 a 97 km/h): 3.6 segundos.[14]
- 0 a 300 km/h (0 a 186 mph): 37.6 segundos.
- 1/4 de milla (402 m): 11.7 segundos @ 124,9 mph (201 km/h).

### Interior

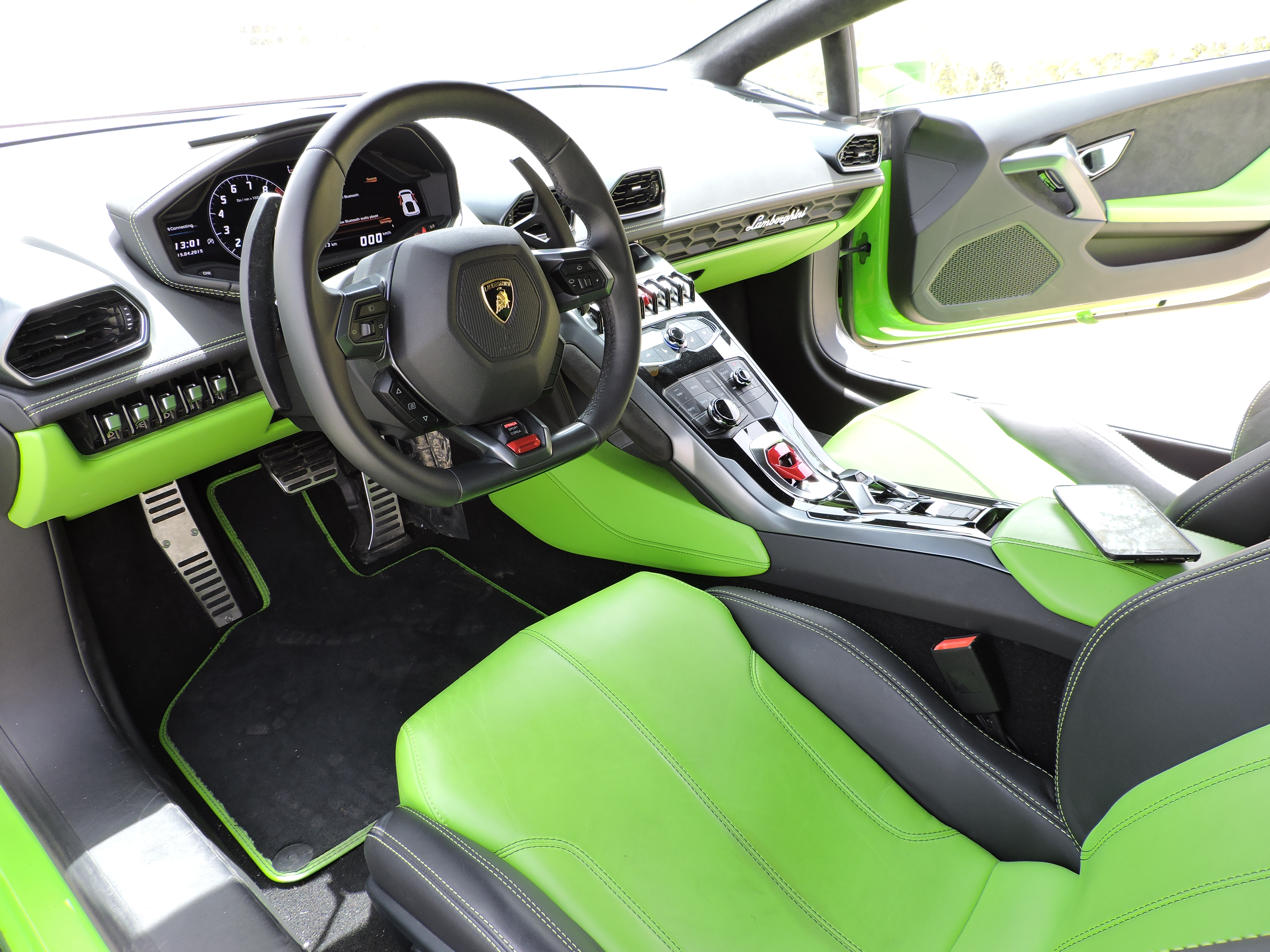
Habitáculo interior.

Ofrece varias opciones interiores para mayor comodidad dentro del coche, como el control eléctrico completo y calefacción de los asientos deportivos, además de la alineación longitudinal estándar y respaldo eléctrico. También tiene un sistema de navegación opcional y tapizado de cuero.
Es uno de los primeros automóviles deportivos que trasladan la infiltración de la pila central: Lamborghini Infotainment System. El resultado: una pantalla que permite al conductor decidir lo que quieren ver. Es el primer vehículo a utilizar un Thin-film transistor (TFT) con pantalla de cristal líquido de 12,3 pulgadas (31,2 cm) y el primer uso real de la carlinga virtual de Audi, que está disponible con Alta definición de 1440 x 540, el cual trabaja a 60fps sin problemas, ya que puede cambiarse entre cualquiera de tres modos de visualización. Un circuito integrado (chip) NVIDIA Tegra 30 proporciona la medición de los caballos de fuerza para todos los monitores digitales en el tablero.
El modo "Full-Drive" (Manejo Completo) presenta la información más útil al conductor, incluyendo un tacómetro virtual analógico, niveles de combustible y temperaturas críticas relativas al motor. El modo de Navegación Completo, como su nombre lo sugiere, presenta una pantalla navegación. El modo Mixto es un híbrido del modo de Manejo Completo y el de Navegación.
También presenta controles en el volante, asientos deportivos perfectamente perfilados y consola ascendente para disponer de todos los mandos al alcance de la mano: cada detalle está estudiado para hacer la experiencia de conducción natural e intensa, en un habitáculo con acabados de altísima calidad.

### Tecnología

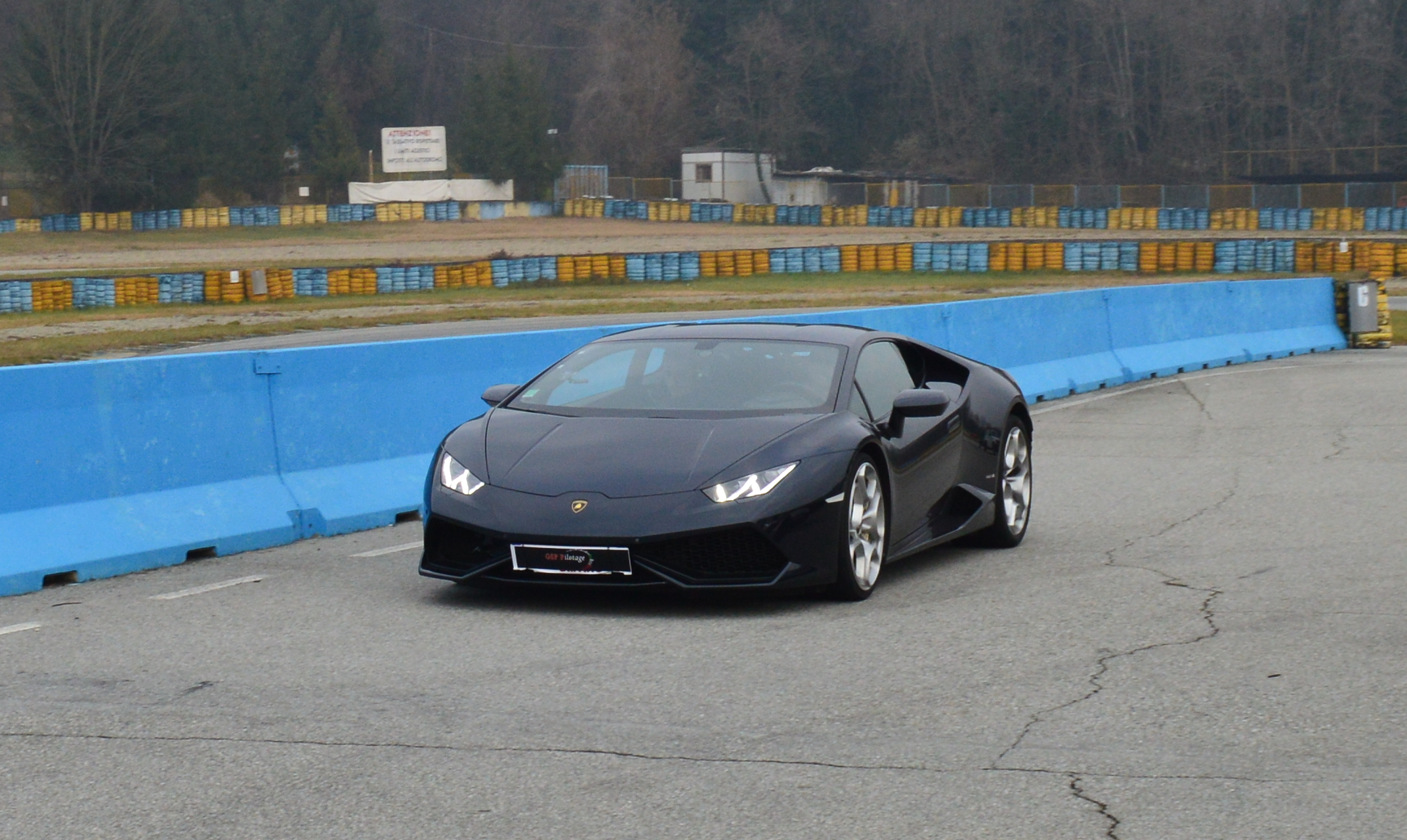
Vista frontal con faros led, en Lombardore

Varios de sus aspectos son tecnológicamente avanzados. Además, tiene opcional el "Lamborghini Dynamic Steering" (LDS - Dirección Dinámica) para añadir a la potencia estándar. La dirección dinámica cambia el rendimiento desde una normal y cómoda a una sensación de carrera. Gracias al sistema Adaptive Network Intelligence Management (ANIMA), controla el motor, la transmisión, LDS, la tracción a las cuatro ruedas, la suspensión magnetoreológica y el control de estabilidad electrónico. La "Lamborghini Piattaforma Inerziale" (LPI - Plataforma Inercial), creada para detectar y realizar de forma directa las mediciones precisas de los movimientos de la carrocería y para un ajuste inmediato de las configuraciones del vehículo, utilizando sensores a bordo con 3 acelerómetros y 3 giroscopios, vinculados al sistema "ANIMA" a través de CAN bus). El controlador puede seleccionar el modo de calle, deportivo o carrera para alterar cómo reaccionan sistemas como el motor o la transmisión durante la conducción. Dependiendo de qué modo se seleccione, incluso el sonido del motor es diferente.
Tiene una nueva transmisión de doble embrague (Dual Clutch) de siete velocidades, llamada "Lamborghini Doppia Frizione". Esta se realiza de forma diferente en función del modo que el conductor ha seleccionado. Es la única transmisión disponible, ya que no se ofrece en versión manual.
También tiene un sistema de suspensión controlado magnéticamente. Utiliza un fluido magnético para cambiar muy rápidamente dependiendo de cómo actúa la suspensión, asegurando el buen rendimiento, así como la facilidad de uso, además de varios componentes en común con la última generación del Audi R8 4S. Esto se debe a la utilización de la tecnología en automóviles deportivos del Grupo Volkswagen.

## Variantes

### Huracán LP 610-4 Coupé

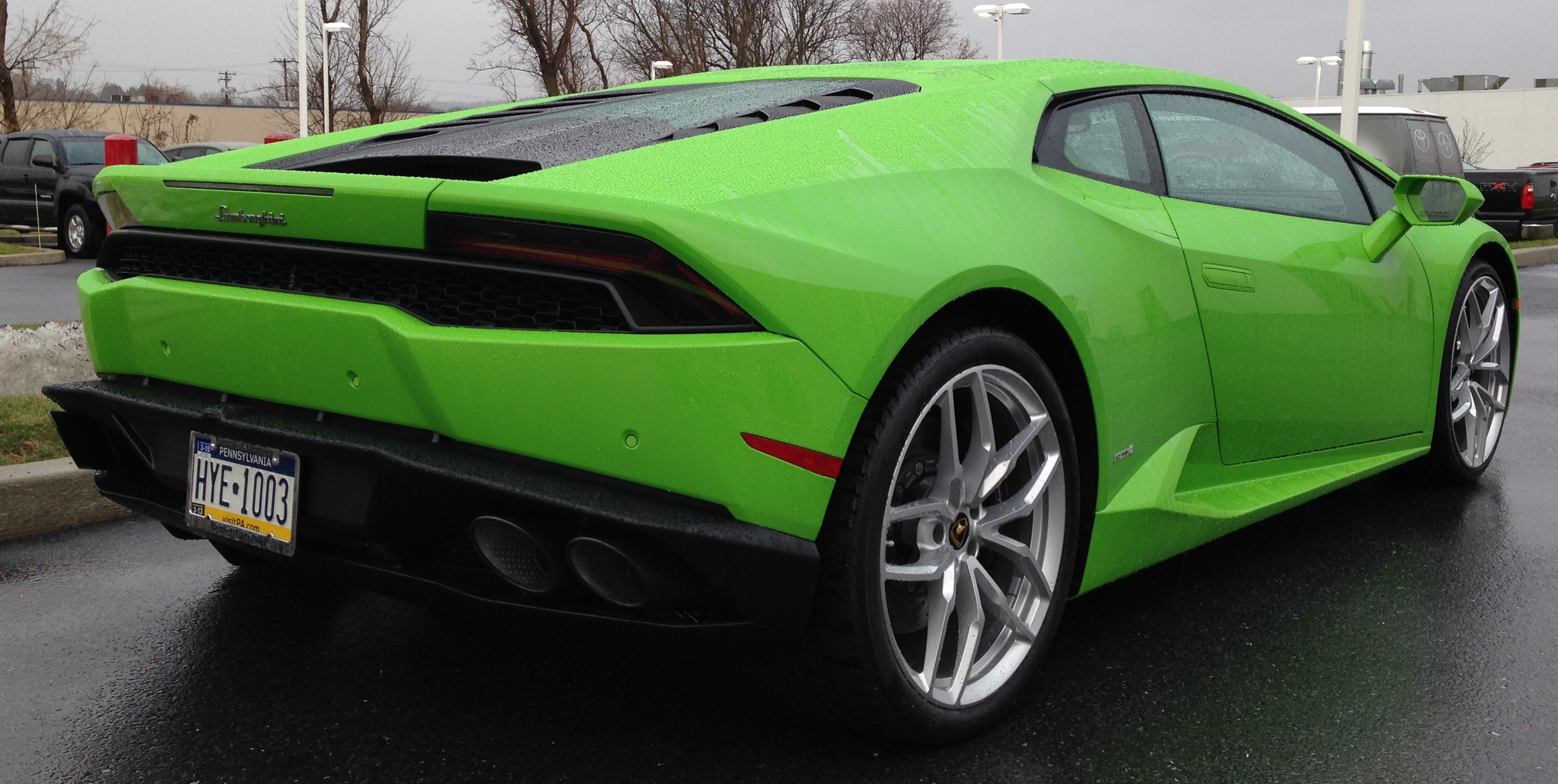
Vista trasera 3/4 con la matrícula de Pensilvania.

Los cambios desde el Gallardo incluyeron la iluminación completa del diodo emisor de luz tipo led, un panel de instrumentos de TFT a todo color de 12,3 pulgadas (31,2 cm), cuero de Napa fino y Alcantara, túnel central, Iniezione Diretta Stratificata (IDS) o Inyección Directa de Combustible Estratificada, que es esencialmente una versión adaptada de la "Fuel Stratified Injection" (FSI) e inyección indirecta de gasolina, la norma EU6, la Lamborghini Doppia Frizione (LDF) de 7 velocidades con 3 modos: STRADA, SPORT y CORSA, rines de 20 pulgadas (50,8 cm), sistema de frenos carbono-cerámicos, sistema opcional de dirección dinámica de Lamborghini con dirección variable y control de MagneRide.
El precio con opciones adicionales agregadas llega a más de US$320 000 o 200 000 £ en el Reino Unido, mientras que el precio base en los Estados Unidos es de US$241 945 y alrededor de 180 720 £ en el Reino Unido. Las opciones adicionales que aumentan el precio del coche incluyen mejoras interiores, esquemas especiales de pintura, suspensión mejorada y un sistema de elevación, así como múltiples componentes opcionalmente disponibles en fibra de carbono, en lugar de aluminio.
En cuanto a su diseño exterior, cuando la forma sigue a la función, no es ninguna sorpresa que esté inspirado en algo tan esencial como el átomo de carbono. De los hexágonos a las "Y" alargadas, cada línea está diseñada para contrarrestar el aire, con una apariencia deportiva, innovadora y dinámica, pero siempre inconfundiblemente construido para intensificar emociones.
La arquitectura de su suspensión forma cuadriláteros superpuestos y es capaz de garantizar un equilibrio perfecto entre usabilidad del coche y prestaciones deportivas. Además, a la suspensión estándar se une un sistema opcional de amortiguadores magnetoreológicos, que son capaces de adaptar las características de amortiguación casi instantáneamente basándose en tres factores: el estilo de conducción, las condiciones de la carretera y la modalidad dinámica seleccionada.
Para aumentar ulteriormente su eficiencia, el motor también incluye los sistemas de arranque y parada y "Cylinder On Demand" (desactivación de cilindros), disponibles para mercados específicos.

### Huracán Polizia

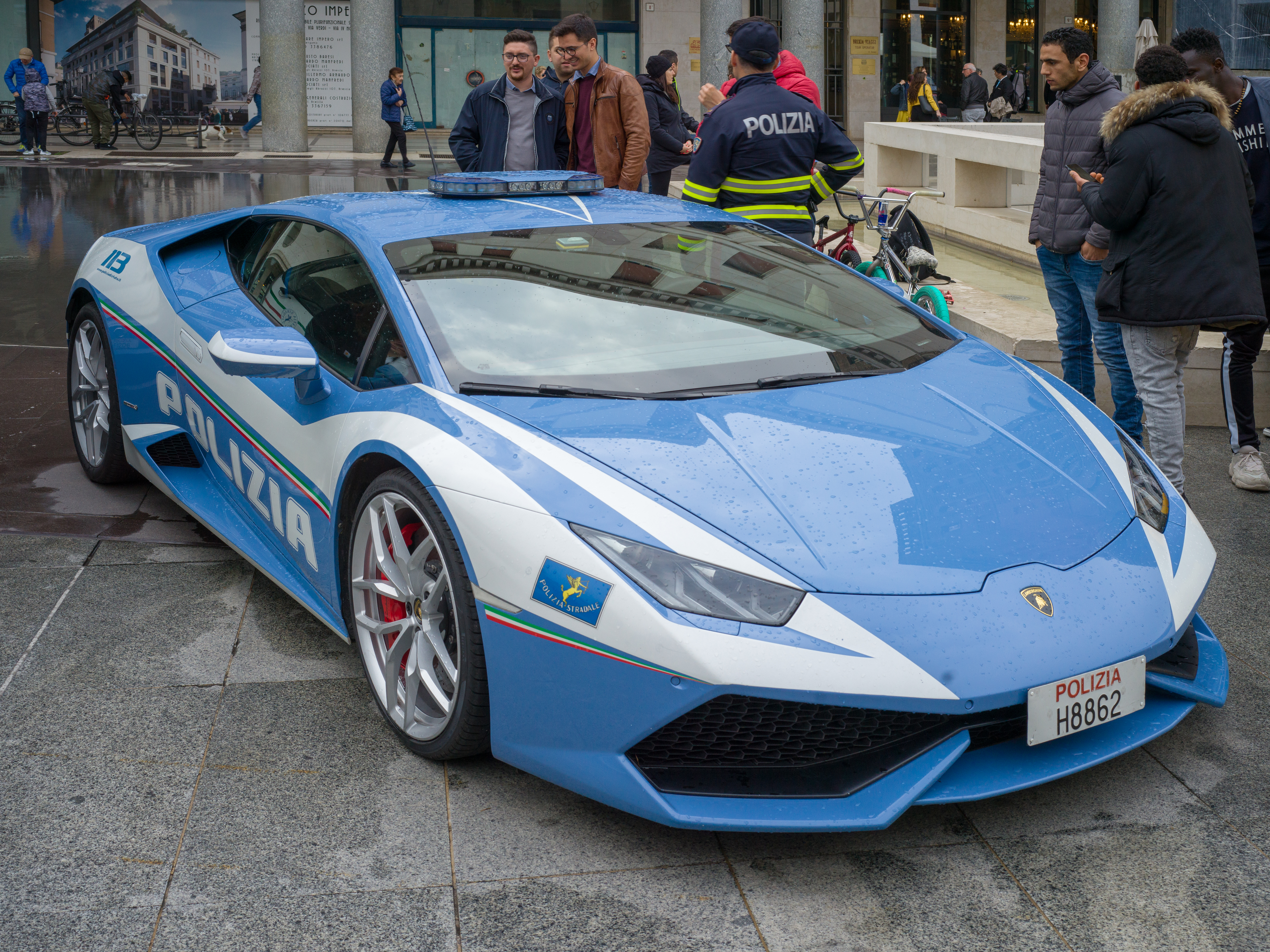
Patrulla de la Polizia di Stato en Brescia.

El Huracán Polizia es la versión oficial de Lamborghini producida específicamente para la Polizia di Stato italiana, después de que los dos Gallardo utilizados anteriormente eran uno de 2004 y el otro LP560-4 de 2009; y en el que la unidad normal más antigua y no el LP560-4, estuviera involucrada en un accidente automovilístico cerca de la provincia de Cremona y que posteriormente debiera pasar un largo tiempo en un taller mecánico para ser reparado.
Este nuevo modelo se emplearía en operaciones policiales especiales, como persecuciones a alta velocidad, así como en traslado urgente de insumos médicos, como sangre y órganos.
Incluye varias características no incluidas en el 610-4 Coupé civil, tales como color azul, franjas blancas y letras siguiendo el lenguaje dinámico del diseño, un sistema de video situado en el centro de la cabina con un equipo de grabación detrás de los asientos, un sistema de datos de prueba de video, una "Paletta" o pantalla removible, un sistema de refrigeración especial para el transporte de tejidos humanos en el compartimento de equipaje en la parte delantera, un desfibrilador (aparato que restaura el ritmo cardíaco mediante descargas eléctricas) y un faro policial en el techo con leds azules alrededor de la base y señales de diodo emisor de luz en la parte delantera, laterales y traseras de la carcasa de aluminio de la luz, radar de control de velocidad a bordo con cámara incluida, funda transportadora de armas de fuego, extintor portátil y radio de frecuencia muy alta (VHF).
Esta unidad era posiblemente el único medio en poder de las autoridades para ejecutar una misión a vida o muerte: el transportar de emergencia un riñón para un trasplante a finales de octubre de 2020 entre el hospital civil de Padua y el hospital Gemelli de Roma, en una distancia aproximada de 491 km (305 millas). Gracias a su capacidad para mantener altas velocidades, los agentes pudieron completar el recorrido en menos de tres horas, suficiente para que el riñón llegase en perfecto estado para que su receptor pudiera salvar su vida. Dichos agentes encargados de conducirlo, han recibido una formación específica en circuito para dominar las cualidades dinámicas del vehículo, que no siempre se emplean para perseguir a los delincuentes.
En 2014 la policía recibió el primero y, posteriormente, una segunda unidad en 2017, que es la que se ha utilizado para transportar un riñón.

### Huracán Avio Special Edition

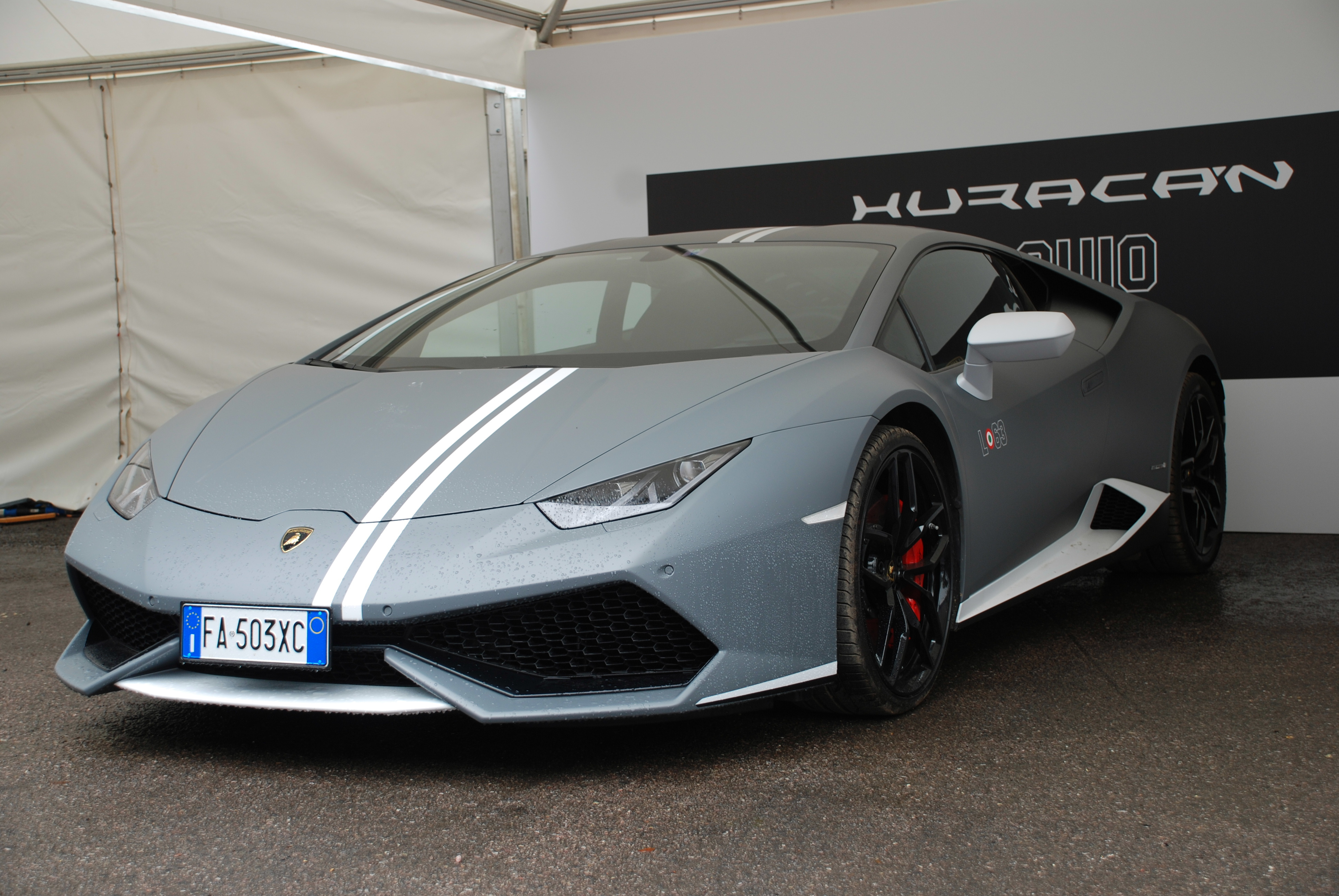
En el Festival de la Velocidad de Goodwood, el 23 de junio de 2016.

La versión Avio es la primera edición limitada con cinco nuevos colores exteriores que pueden combinarse con diferentes libreas, tapicería, calcomanías exteriores, logotipos interiores inspirados por la Fuerza aérea italiana y con una escarapela aeronáutica tricolor en rojo, blanco y verde. En la consola central hay una placa informativa de número limitado de 250 ejemplares ofrecidos, que ya es una cifra significativa en comparación a los 40 ejemplares del Centenario.
Ha sido presentado en el Salón de Ginebra de 2016 con un exterior terminado en azul militar con la "il Tricolore" plasmada en las insignias y logotipos.
Presenta asientos con tapicería de Alcantara® grabada con láser y el exclusivo logotipo "L 63" bordado, mientras que el equipamiento estándar ha sido enriquecido con más contenidos.
El objetivo de esta edición limitada, es rendir homenaje al mundo de la aviación y la aeronáutica, un mundo en el que se inspiran muchos de los detalles de los Lamborghini.
Estéticamente se identifica por detalles específicos en color blanco y gris en el exterior, que contrastan con el color de los espejos retrovisores laterales en negro o el labio del faldón delantero, también en contraste, así como unas franjas verticales que atraviesan el cofre y el techo. El tono estándar sería el Grigio Falco con acabado nacarado, mientras que el resto de tonos tendrán un acabado mate y serán opcionales: Blu Grifo, Grigio Nibbio, Grigio Vulcano y Verde Turbine. En el interior, tanto en el panel de instrumentación digital como en los controles de la consola central, hay una gran influencia sobre el mundo de la aviación, ya que tiene controles de aspecto muy similar a los de una cabina de avión.
En las puertas el logotipo L63 hace referencia, por un lado, a la inicial de la marca y el 63 al año en que fue fundada. Además, mantiene inalteradas las características técnicas equipando el mismo motor V10, así como sus demás prestaciones de desempeño y rendimiento.

### Huracán LP 610-4 Spyder

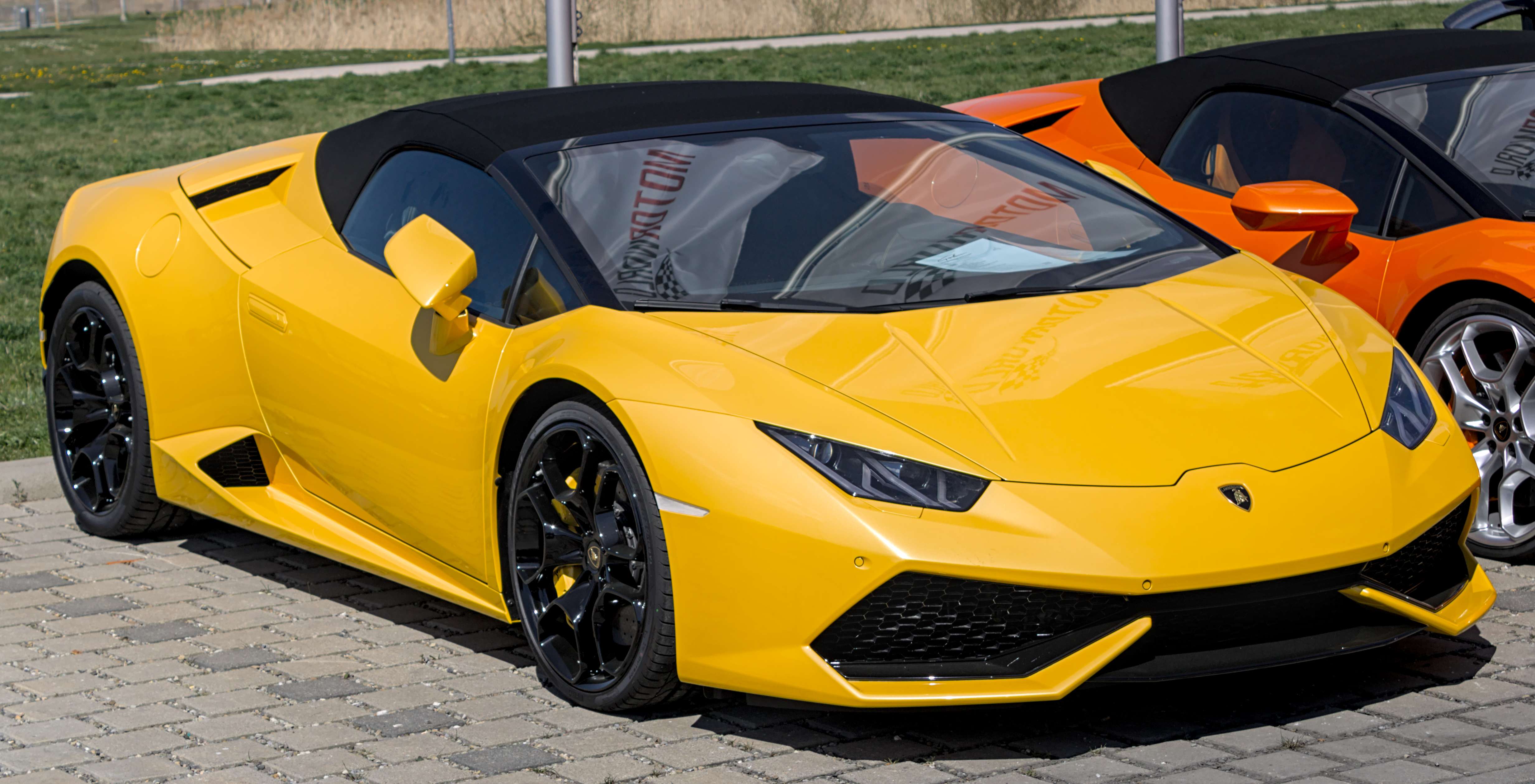
LP610-4 Spyder en Böblingen, en abril de 2020.

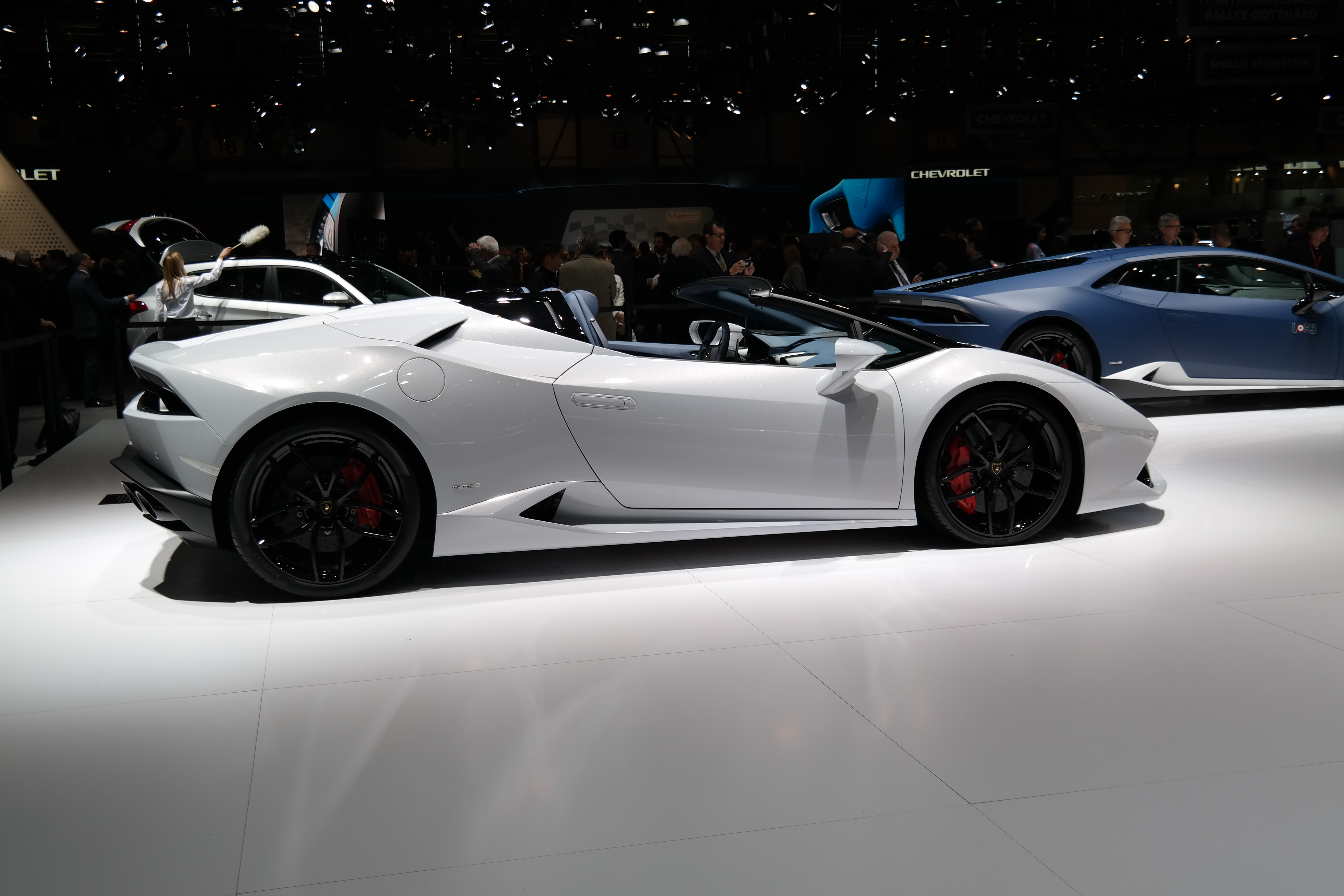
En el Salón del Automóvil de Ginebra de 2016, durante el primer día de prensa.

Una variante descapotable del Huracán LP 610-4 fue develada en el Salón del Automóvil de Fráncfort el 14 de septiembre de 2015. El motor V10 de aspiración natural es el mismo que se ve en el coupé. Acelera de 0 a 100 km/h (62 mph) en 3,4 segundos y su velocidad máxima es 324 km/h (201 mph). Las entregas en el Reino Unido comenzaron a principios de 2016. Sus emisiones de CO2 son de unos 280 g (9,9 onzas)/km. Su consumo en el ciclo NEDC combinado es de 12,3 L/100 km (8,1 km/L; 19,1 mpgAm), que se reduce un 14% respecto al Gallardo Spyder.
En términos de carga aerodinámica, el LP 610-4 Spyder supera a su predecesor, el Gallardo Spyder, en un 50% y cuando está cubierto se beneficia de un coeficiente de resistencia aerodinámica "muy bajo", sin que la marca haya especificado más esta información.
Como ejemplo de lo funcional de su diseño, se puede hablar de la limpieza de formas en la zona superior del parabrisas, que mejora su comportamiento aerodinámico, o de las aletas que nacen de los asientos traseros y que siguen la línea lateral, o del conducto integrado en el habitáculo que reduce las turbulencias al circular con el coche descubierto. También se incluyen dos paravientos laterales desmontables que sirven para mejorar la acústica en su interior.
En el vano motor, que queda cubierto por un cofre específico. Es un deportivo de 1542 kg (3400 libras) de masa en vacío, cuya carrocería combina el aluminio con el composite de plásticos reforzados con fibras.
El interior se ha realizado a mano y es personalizable. De serie cuenta con cinco opciones de acabado: Estándar, Elegante, Sportivo con Alcantara, bicolor Sportivo con Alcántara y Sportivo bicolor con cuero, además de las 17 combinaciones de color disponibles para el habitáculo.
En el panel de instrumentos destaca la velocidad de refresco de la pantalla, que se recalcula hasta 60 veces por segundo en el caso del tacómetro. Esta TFT forma parte del nuevo estándar del fabricante para sistemas de Infotainment y que se controla desde el volante multifunción. El control de la capota se encuentra en el túnel central junto al botón de arranque, que queda alojado bajo una cubierta de color rojo, al estilo de los aviones militares.

### Huracán LP 580-2 Coupé

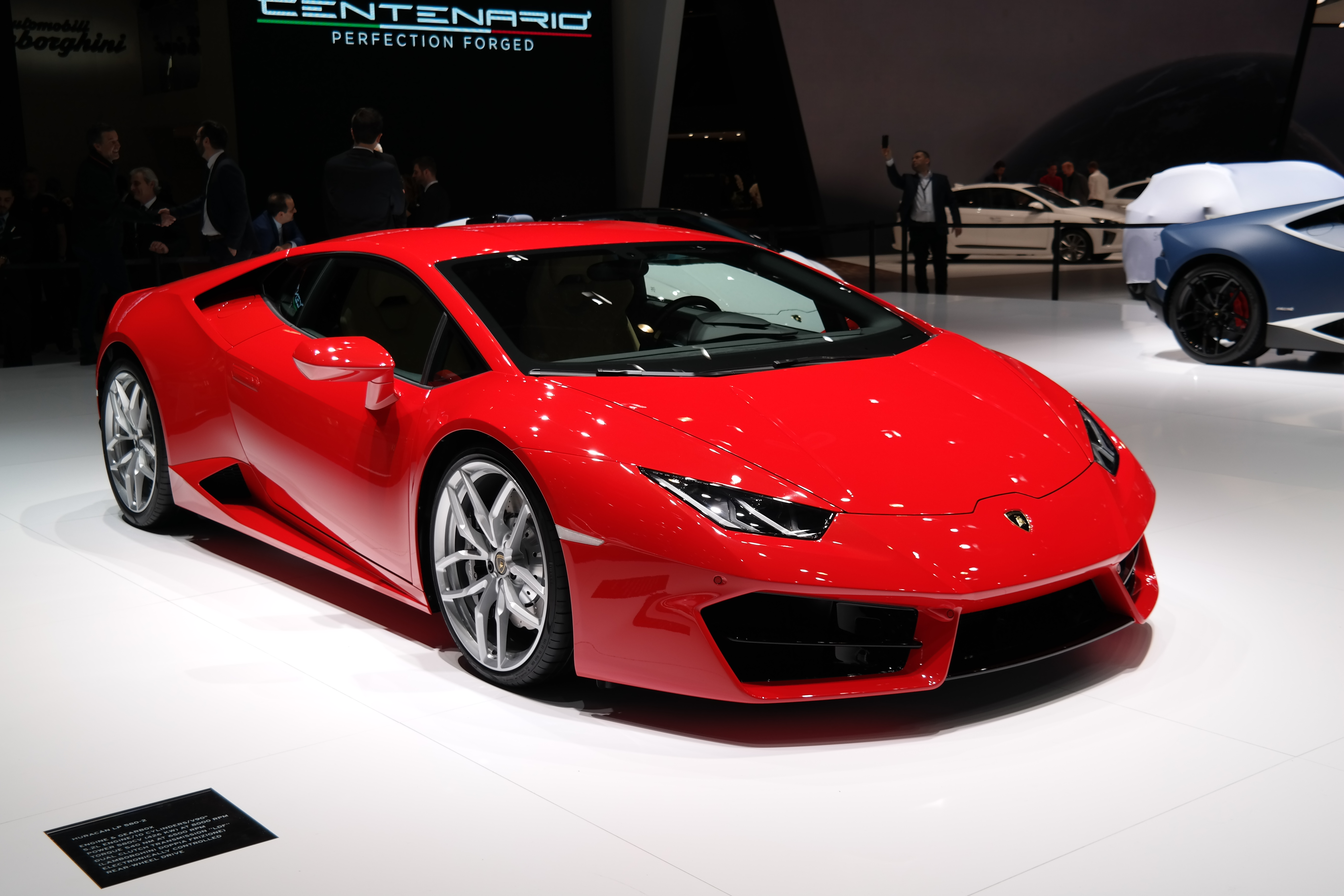
En el Salón del Automóvil de Ginebra de 2016, durante el primer día de prensa.

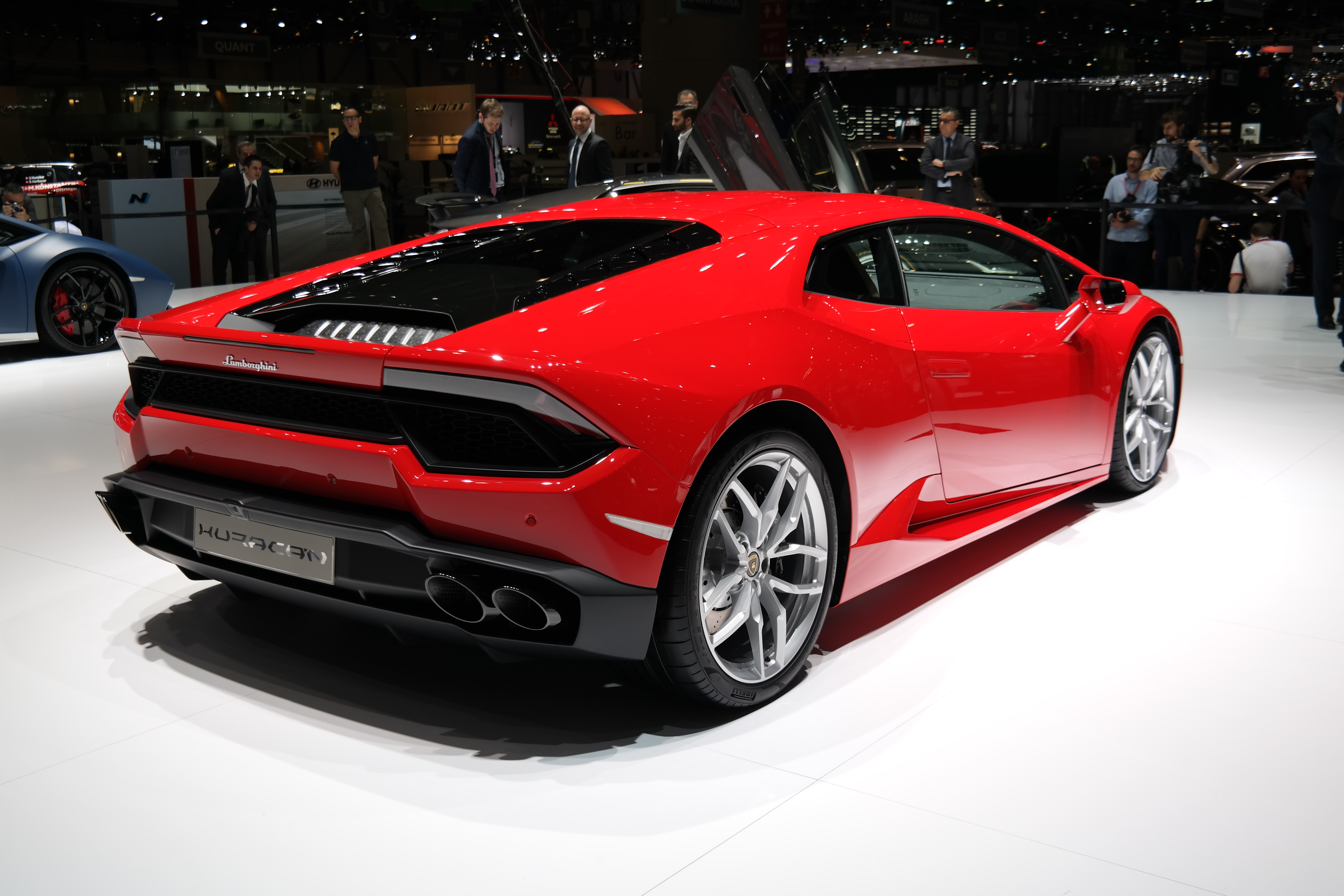
Vista trasera 3/4.

Es un derivado de menor costo del Huracán 610-4 que tiene el mismo motor V10 que el LP 610-4, aunque difiere sobre todo en tener la potencia degradada a 580 CV (572 HP; 427 kW) y tracción en las ruedas traseras.
El fabricante afirma que hará el 0 a 100 km/h (62 mph) en 3,4 segundos, esto es dos décimas de segundo más que el LP 610-4 Coupé; y de 0 a 200 km/h (124 mph) en 10,1 segundos. La velocidad máxima se dice que es tan alta como 320 km/h (199 mph).
También presenta ligeras diferencias visuales con la variante LP610-4 en la parte delantera y una ventilación de aire más grande en la parte trasera. La transmisión de doble embrague de siete velocidades es la misma que la utilizada en el 610-4. El precio base cuesta US$201 100, alrededor de US$40 000 menos que el modelo base LP 610-4.
Esta nueva variante registra un peso total de 1389 kg (3062 libras) con una distribución de peso de 40% delante y 60% atrás. Además, ofrece una conducción más purista al tener un sistema de suspensión con un trabajo más rígido, una dirección más precisa y una recalibración de los controles de estabilidad y de tracción.
Está enfocado precisamente a potenciar la pureza en la conducción, tradicionalmente reservada a los tracción trasera. De hecho, el fabricante reconoce que ha modificado todos los elementos dinámicos del coche, como suspensiones, dirección, electrónica, entre otros, adaptados a esta nueva versión.
Aunque pierde 30 CV (22,1 kW) de potencia respecto al LP 610-4, gracias a la reducción de 33 kg (73 libras) de peso por la mayor sencillez del sistema de tracción, su relación peso a potencia sigue siendo muy favorable: 2,39 kg/CV. Es cinco kilómetros más lento, pero tan veloz en la aceleración como la versión de tracción total, mientras que su consumo es de 0,6 litros (0,16 galAm) menos: 11,9 L/100 km (8,4 km/L; 19,8 mpgAm) frente a 12,5 L/100 km (8 km/L; 18,8 mpgAm).

### Huracán LP-580 2 para el Papa Francisco

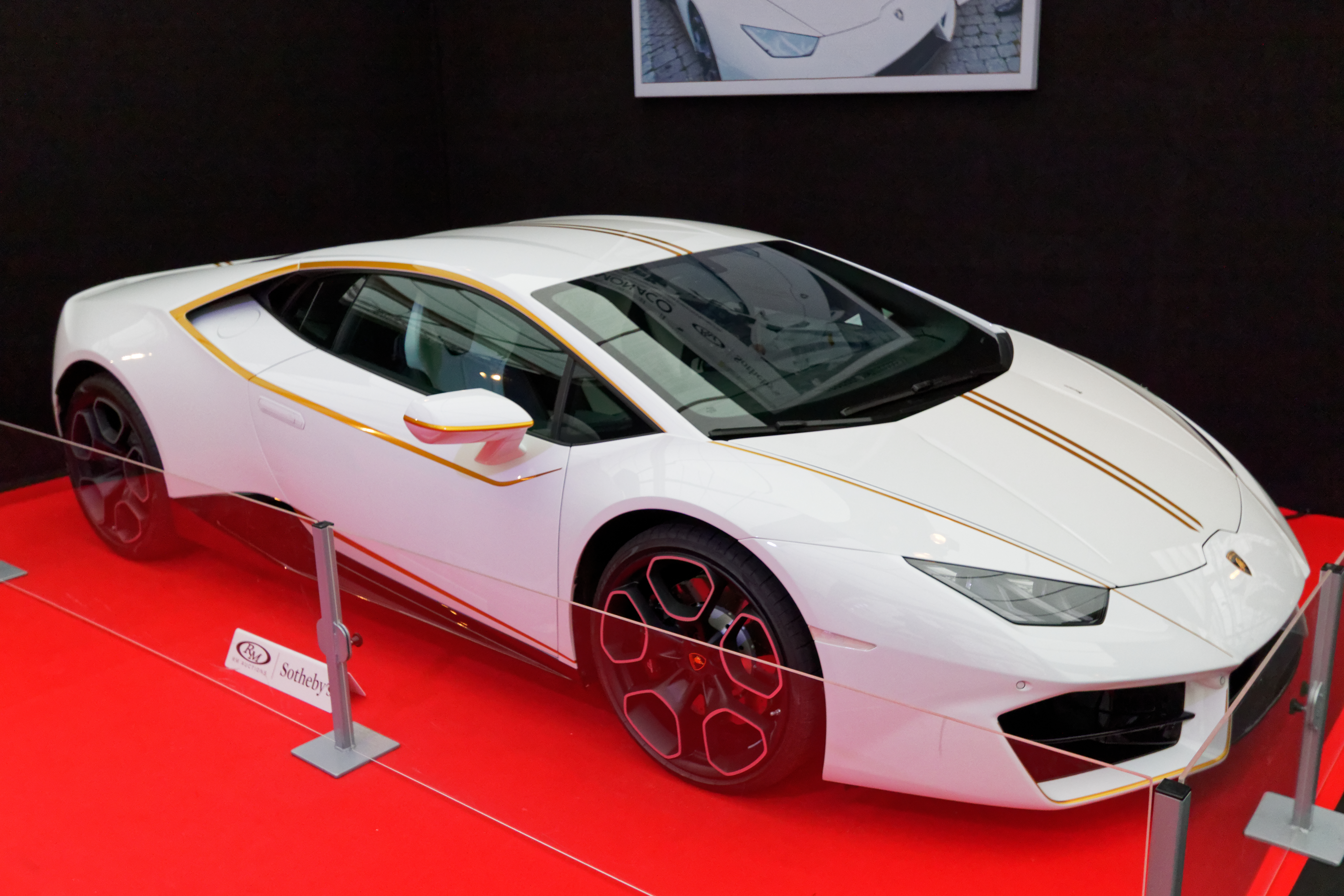
Coupé RWD en Bianco Monocerus, expuesto en la casa de subastas RM Sotheby's de Los Inválidos de París, el 6 de febrero de 2018.

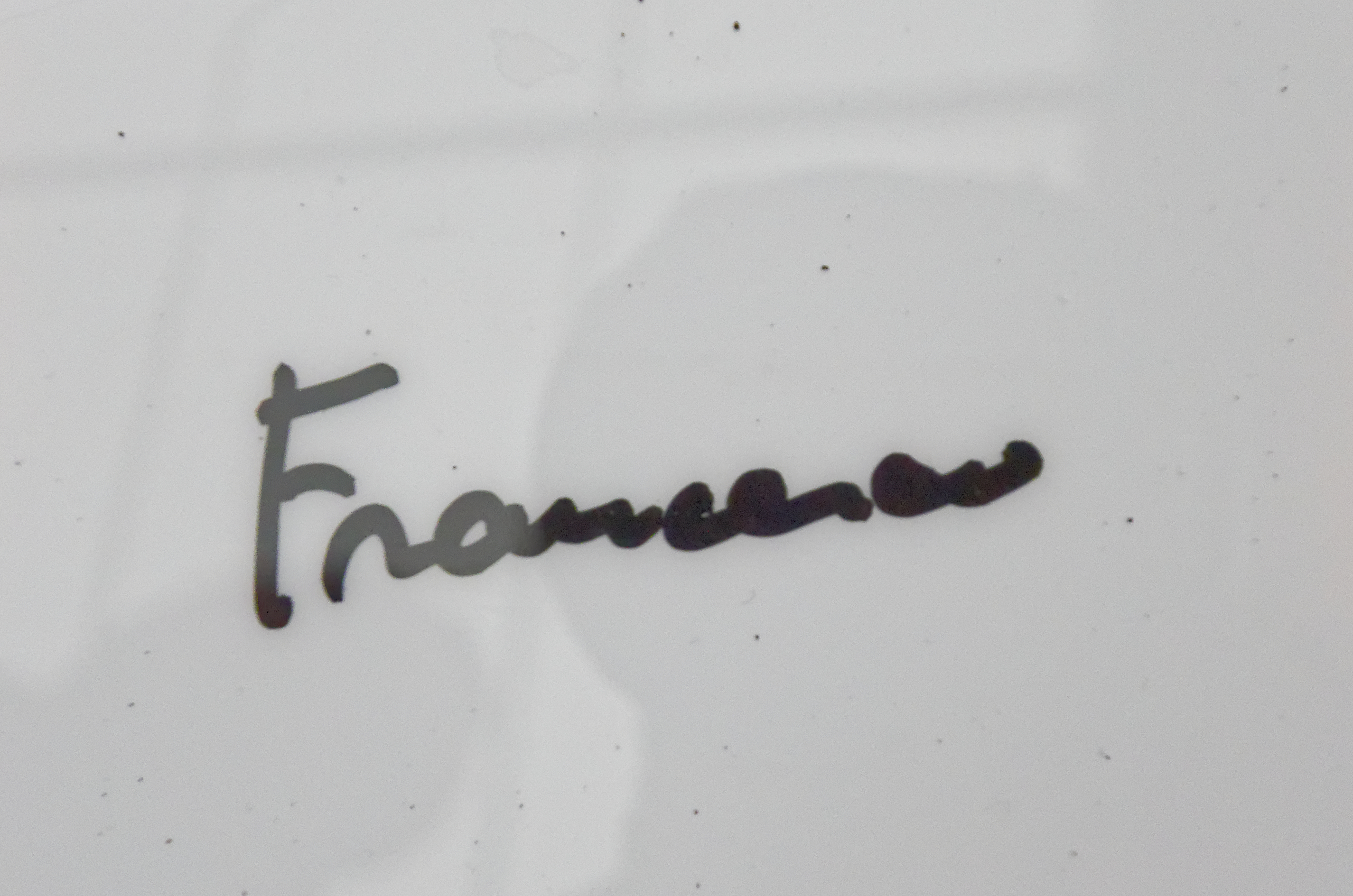
La rúbrica del Papa Francisco presente en el cofre.

El 16 de noviembre de 2017, Lamborghini Automobili a través de su director ejecutivo Stefano Domenicali, sorprendió al mundo obsequiando un ejemplar del Huracán al Papa Francisco. Era una versión LP-580 2 de tracción trasera color blanco y con detalles que recorren la carrocería de delante a atrás en color amarillo oro, haciendo alusión a los colores de la bandera pontificia. El obsequio fue recibido por su santidad con cierto grado de humor, ya que apelando a sus gustos futbolísticos siendo simpatizante del Club Atlético San Lorenzo de Almagro, aseguró que le hubiese gustado que en lugar de "Huracán", haya sido bautizado como "Ciclón", apelativo con que se lo conoce al Club San Lorenzo y cuyo máximo rival es justamente el club Huracán de Parque Patricios.
Han decidido que el coche se subaste y el dinero recaudado se destine a la caridad. Tres serían los proyectos a los que iría destinado el dinero: recuperación de la comunidad Cristiana en Irak, ayuda a mujeres que han sido víctimas de abusos y de tráfico de personas y, por último, ayuda a niños y mujeres necesitados en África. Dicha subasta tendría lugar el 12 de mayo de 2018 y teniendo en cuenta que su precio es de 203 000 €, sería posible que se duplique esa cantidad.
La unidad finalmente fue puesta a subasta por el propio Papa en 2018, siendo puesta en vidriera por la reconocida casa de subastas RM Sotheby's en Mónaco. Finalmente, la unidad bendecida y rubricada por el propio pontífice, fue adquirida por el máximo pujador: un oferente español llamado Martín López, gerente de la empresa murciana de alquiler de coches Rent Car Deluxe, quien terminó por quedarse con el famoso modelo, logrando hacerse con el mismo por la suma de 715 000 €; y ha explicado que se enteró de dicha subasta solamente seis días antes de que se celebrara el 12 de mayo. Con ese escaso margen de tiempo, presentó la documentación requerida para optar a la compra del deportivo, incluido un aval bancario que garantizara su solvencia de pago, además de que el objetivo de la adquisición no es lucrativo, sino que quiere que los beneficios obtenidos por su alquiler se destinen a causas benéficas para ayudar a personas desfavorecidas, principalmente niños.
También se ha determinado que el 70% de la cantidad pagada en la subasta se destine a la organización “Ayuda a la Iglesia que sufre”, para que puedan regresar al valle de Nínive, Irak, las comunidades cristianas que tuvieron que huir de allí. El 30% restante se ha distribuido en partes iguales entre otras tres organizaciones benéficas.

### Huracán LP 580-2 Spyder

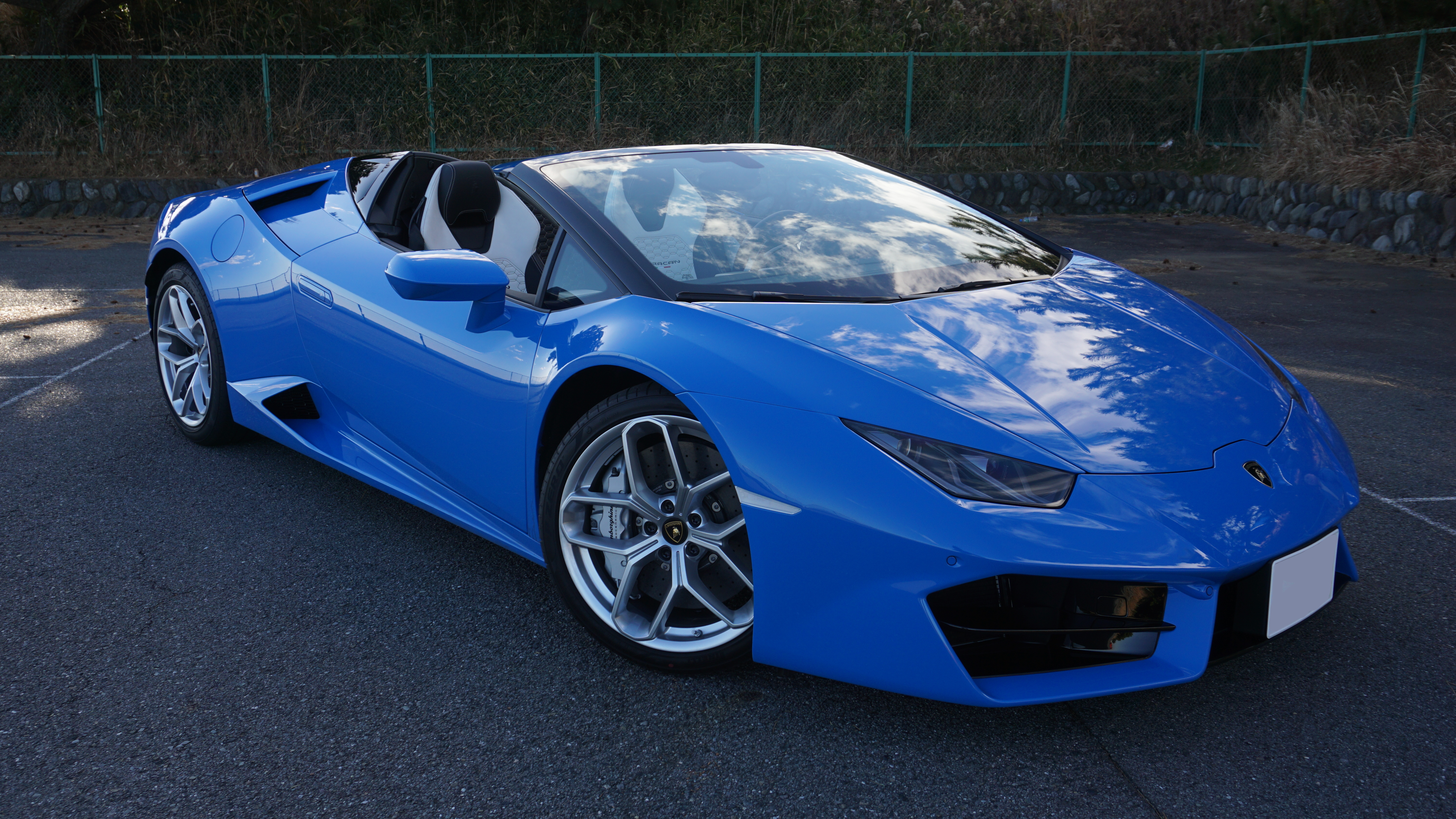
LP 580-2 RWD Spyder.

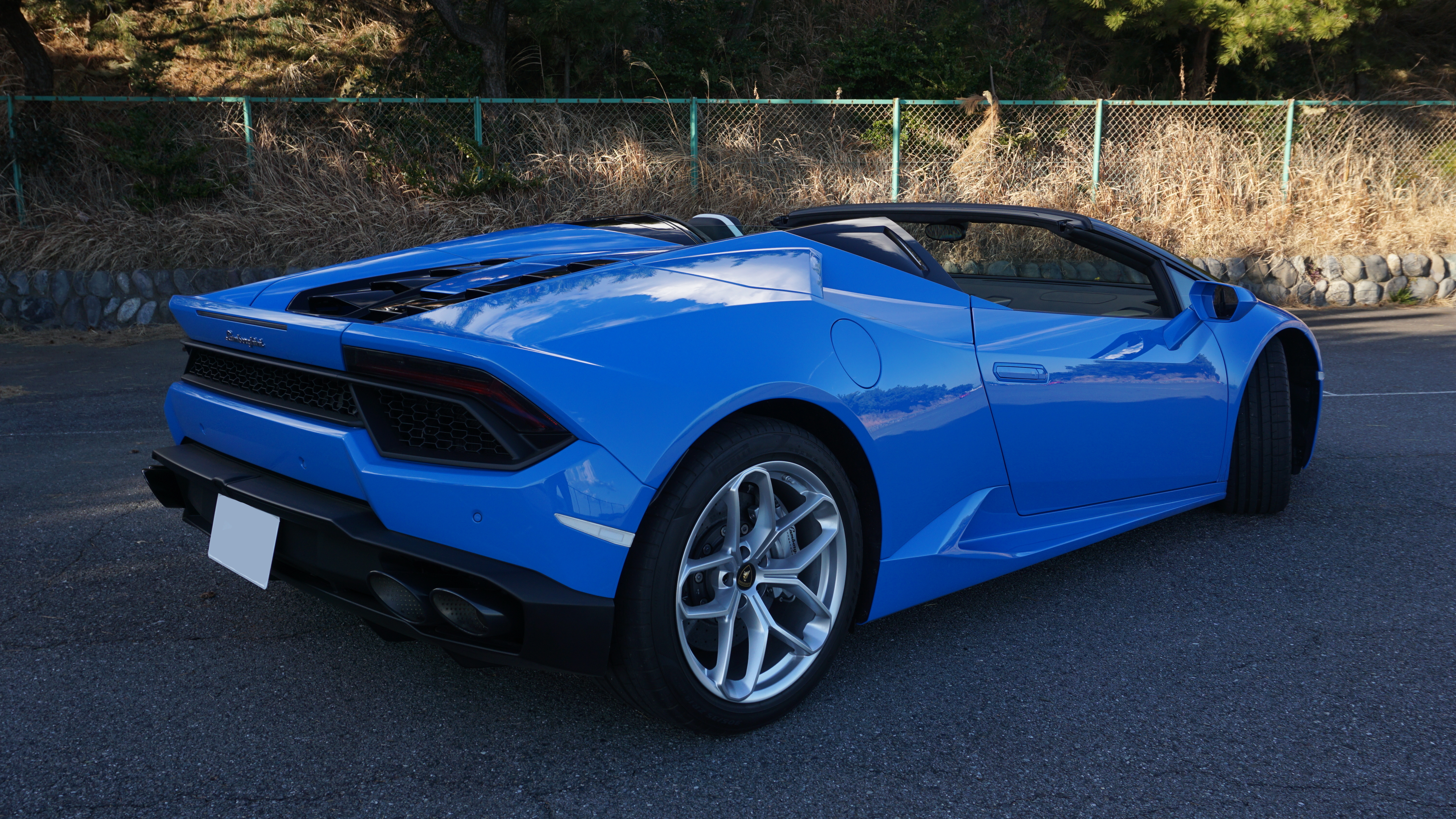
Vista trasera 3/4.

Una variante descapotable del Huracán LP 580-2 fue develada en el Salón del Automóvil de Los Ángeles el 16 de noviembre de 2016. El motor V10 de aspiración natural es el mismo que se ve en el coupé de tracción trasera y también desarrolla 580 CV (572 HP; 427 kW). Acelera de 0 a 100 km/h (62 mph) en 3,6 segundos, esto es dos décimas de segundo más que el LP580-2 Coupé; y la velocidad máxima es de 319 km/h (198 mph).
El cambio más significativo es la eliminación del techo fijo para adoptar uno de lona que se puede abrir o cerrar de forma automática en 17 segundos, inclusive cuando el coche está en movimiento a no más de 50 km/h (31 mph). La ligereza se vio afectada por el sistema de accionamiento eléctrico el toldo, así que los 1509 kg (3327 libras) de su peso total significan un aumento de 119 kg (262 libras) en comparación con el Coupé.
Comparado con la versión de cuatro ruedas motrices, esta versión reduce el peso en torno a 35 kg (77 libras), pero en este caso y al igual que en la versión cerrada, la potencia del motor disminuye ligeramente para no comprometer la motricidad.
Se mantiene el cambio Lamborghini Doppia Frizione de siete velocidades con doble embrague y como el modelo de tracción total, incluye la función Launch Control y un eficaz diferencial autoblocante de control electrónico. Por otra parte, la dirección y la dirección dinámica opcional que se ofrecen se han afinado para este nuevo modelo.
Exteriormente, monta unas defensas idénticas al del Coupé LP 580-2. Detrás también se puede observar una nueva defensa y sutiles modificaciones a la parrilla.
Al igual que en la versión de tracción total, este Spyder tiene una distribución de peso del 40% en la parte delantera y un 60% en la parte trasera, reduciendo significativamente la inercia del eje delantero y reduciendo potencialmente el subviraje.

### Huracán Jeddah Edition
El Huracán Jeddah Edition es una versión fabricada por DMC Tuning de manera individual y más dinámica que la versión de producción, que se ofrece en un aspecto completamente negro. Cuenta con un kit (paquete) de carrocería de fibra de carbono de alta calidad, tiene nuevas defensas, faldones laterales, un difusor trasero y alerón parecido al del Lamborghini Countach. Los rines también son de color negro y en forma de "Y" que ocultan los frenos. Cuenta con el mismo motor V10 naturalmente aspirado que produce 610 CV (602 HP; 449 kW) y 560 N·m (413 lb·pie) de par máximo, con el que le permite acelerar de 0 a 100 km/h (0 a 62 mph) en 3.2 segundos y alcanzar una velocidad máxima de 325 km/h (202 mph).
Entre sus detalles más destacables, se incluyen:
- DMC Carbon Bodykit Jeddah Edition: divisor delantero, faldones laterales, difusor, alerón trasero grande.
- Llantas de radios múltiples DMC de 21 pulgadas (53,3 cm) x 325/25 en la parte trasera en negro mate y frontales de 20 pulgadas (50,8 cm) x 255/30 en la parte delantera.
- Sistema de frenos más grande en las cuatro ruedas.
- Descenso sutil desconocido con suspensión deportiva neumática con muelles helicoidales sobre amortiguadores.
- Ventanas oscuras alrededor.
- Sistema de escape deportivo.
- Aumento del rendimiento con ajuste de chip, caja de ajuste, posible conversión de turbocompresor, etc.[35]

### Huracán LP 640-4 Performante
El Lamborghini Huracán Performante es una variante del Lamborghini Huracán, que fue observado en octubre de 2016 en la pista de Nürburgring. El coche más tarde se mostraría en su forma de producción completa en el Salón del Automóvil de Ginebra de 2017.
El Huracán Performante parece tener un cambio extenso en el diseño de la carrocería. Los cambios más grandes vienen de las defensas delanteras y traseras. La fibra de carbono se utiliza para las faldas de las defensas y el nuevo spoiler trasero. La posición de los tubos de escape ha cambiado solamente un poco por encima del difusor trasero. El interior también ha cambiado con un nuevo diseño de asiento y un nuevo velocímetro digital, similar al del velocímetro del Aventador LP750-4 Super Veloce.
El V10 de 5204 cm³ (5,2 litros) del Performante produce una potencia aumentada a 640 CV (631 HP; 471 kW) a las 8000 rpm y un par máximo de 600 N·m (443 lb·pie) a las 6500 rpm. El peso también ha disminuido gracias a la carrocería de aluminio forjado y fibra de carbono también forjada, utilizado por primera vez en el Lamborghini Sesto Elemento, así como partes huecas. También hay piezas de fibra de carbono forjadas utilizadas en el nuevo spoiler trasero, el divisor delantero y difusor trasero; y todos estos elementos tienen elementos aerodinámicos individuales activos para ayudar al coche durante el movimiento. El vehículo es capaz de acelerar de 0 a 100 km/h (62 mph) en 2,9 segundos,  de 100 a 200 km/h (62 a 124 mph) en 6 segundos, con una velocidad máxima limitada alrededor de 325 km/h (202 mph); y sin el limitador en teóricamente 351 km/h (218 mph).
El coche ha sido endurecido en un 10% con nuevos resortes, rollos y cepillos de brazos radiales y axiales. La suspensión magnetoreológica ha sido reelaborada para dar al conductor una experiencia de pista seria. La Dirección Dinámica de Lamborghini ha sido mejorada y recalibrada. El Huracán también tiene el nuevo sistema llamado "Aerodinamica Lamborghini Attiva" (ALA), que se dice ser un 80% más ligero que los sistemas hidráulicos regulares para automóviles deportivos. Según Lamborghini, también se dice que ALA proporciona 750% más "downforce" (carga aerodinámica) que el Huracán regular. El precio del automóvil es de US$274 390.
En octubre de 2016, el Performante estableció un tiempo de vuelta de 6:52,01 en el circuito de Nürburgring Nordschleife con Marco Mapelli al volante, lo que la convierte en el coche de producción más rápido del mundo alrededor de esa misma pista. Esta vuelta también se hizo en el primer intento de Marco Mapelli. Sin embargo, algunos críticos han declarado quejas en torno al tiempo de vuelta del coche, desde el video oficial se aceleró para hacer el crono creíble, a las velocidades mostradas en el video que es falso, Sin embargo, Lamborghini pudo demostrar que la vuelta que el Performante hizo era completamente legítima exactamente una semana después de la vuelta alrededor del Nordschleife cuando develaron los datos al sitio oficial del coche. Máté Petrany de Road & Track se había reunido con el ingeniero principal de Lamborghini, Maurizio Reggiani, para preguntar sobre la vuelta. Reggiani reveló entonces que el sistema aerodinámico activo del Performante es lo que le da al coche la mayor mejora en el tiempo de vuelta. Lamborghini dice que en el escenario más agresivo de ALA, se crea un downforce de 750% más que la versión estándar. Lo que es más importante es que los alerones se encajen en su configuración de arrastre más bajo cuando el Performante está dirigido hacia adelante, lo que resulta en la eliminación del impedimento de aceleración que causa la gran carga aerodinámica.

#### Especificaciones
El Performante tiene un motor V10 atmosférico de 5204 cm³ (5,2 litros) que desarrolla 640 CV (631 HP; 471 kW) a las 8000 rpm, entregando un par motor máximo de 600 N·m (443 lb·pie) a las 6500 rpm, acoplado a una transmisión de doble embrague de 7 velocidades, así como una tracción integral con embrague Haldex de quinta generación. La potencia va directamente a las ruedas posteriores para lograr unos números impresionantes: Aceleración de 0 a 100 km/h (62 mph) en 2,9 segundos y una velocidad máxima de 325 km/h (202 mph). Adicionalmente, puede llegar a los 200 km/h (124 mph) en 8,9 segundos.
Utiliza por primera vez la tecnología ALA (Aerodinamica Lamborghini Attiva), que es capaz de ajustar el spoiler delantero y el trasero en aproximadamente 500 milisegundos para favorecer la circulación de aire de forma óptima para lograr, por ejemplo, su velocidad máxima, ofreciendo hasta un 750% más de apoyo aerodinámico con respecto al Huracán estándar. Pesa 1382 kg (3047 libras), esto es, alrededor de 40 kg (88 libras) menos que el modelo del cual toma su base. Cuenta con nuevos amortiguadores activos, resortes 10 % más firmes y una dirección de desmultiplicación variable.
El frenado queda a cargo de discos de frenos carbono-cerámicos. El paquete se complementa con neumáticos Pirelli P Zero Corsa montados en llantas de aleación. De forma opcional están disponibles llantas de 20 pulgadas (50,8 cm) monotuerca con semislicks Pirelli Trofeo R.

## Reestilización de 2019

### Huracán Evo

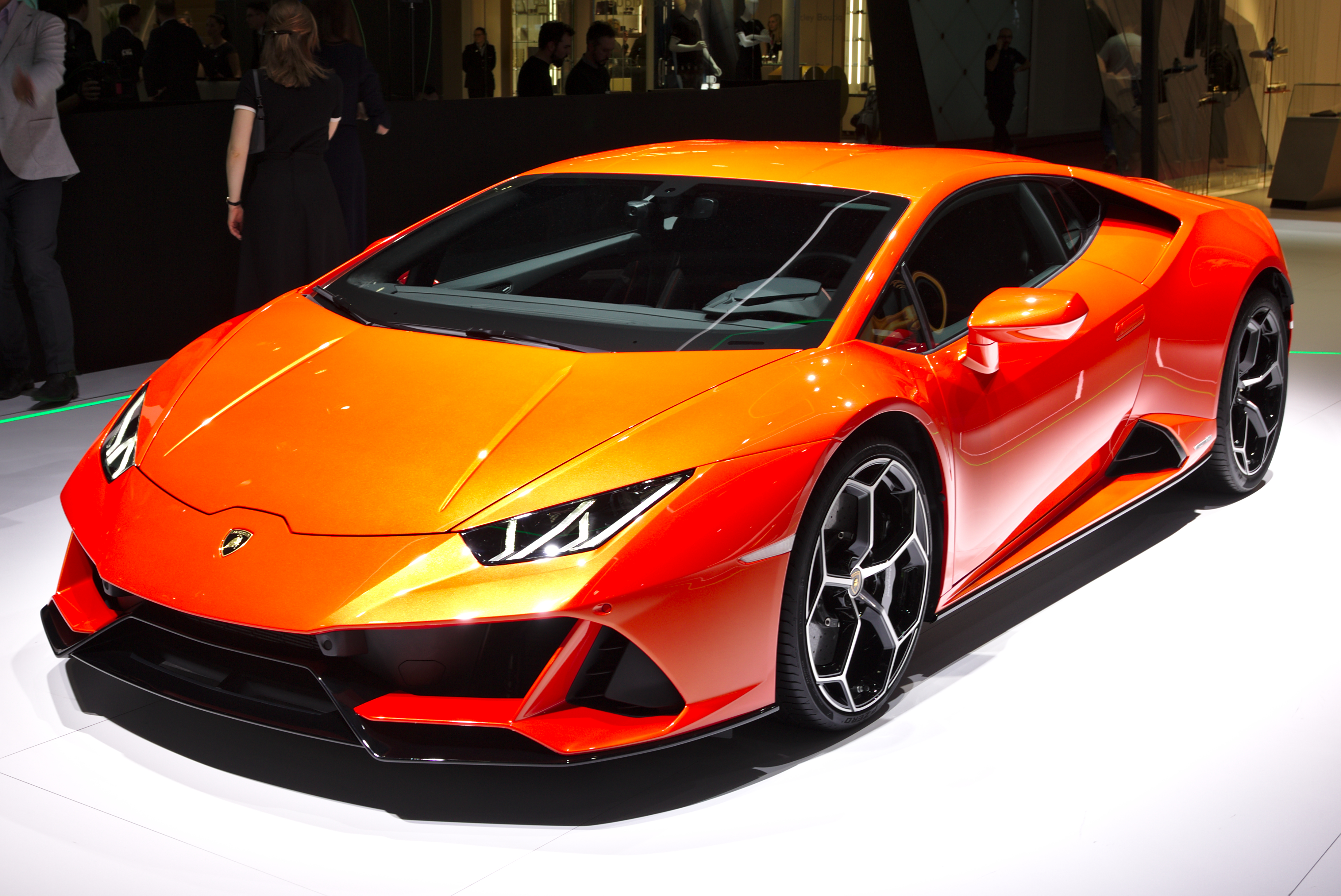
Huracán Evo en el Salón del Automóvil de Ginebra de 2019.

El Huracán recibió una actualización de mitad de ciclo en 2019, el cual se llama "Huracán Evo". Comparte su motor y parte de la tecnología con la variante Performante. Esta versión reestilizada tiene un lenguaje de diseño más agresivo, la nueva defensa delantera tiene "aeroblades" (cuchillas aerodinámicas) integrados para mejorar la carga aerodinámica junto con el estilo trasero inspirado en la variante Performante, con el mismo difusor trasero, posición del tubo de escape y radiadores. Un nuevo spoiler de cola de pato mejora la carga aerodinámica en 5 veces en comparación con el modelo anterior.
El motor V10 se comparte con el Performante, que genera 640 CV (631 HP; 471 kW) a las 8000 rpm y 600 N·m (443 lb·pie) de par máximo a las 6500 rpm. El sistema de escape es más refinado y tiene válvulas de admisión de titanio, lo cual le permite acelerar de 0 a 60 mph (97 km/h) en 2.9 segundos, de 0 a 200 km/h (0 a 124 mph) en 9 segundos, alcanzar una velocidad máxima de 325 km/h (202 mph) y una distancia de frenado de 100 km/h (62 mph) a 0 en 31,9 m (104,7 pies).
El Huracán Evo tiene un sistema de dirección en las ruedas traseras para un mejor manejo y un sistema de vectorización de par. Una nueva unidad de procesamiento central controla las diversas funciones del automóvil y monitorea varios ajustes. El sistema de control está controlado por el nuevo sistema de infoentretenimiento a través de una pantalla táctil de 8,4 pulgadas (21,3 cm), denominado "Lamborghini Dinamica Veicolo Integrata" (Dinámica de Vehículo Integrada), que ha integrado tanto Apple CarPlay como Android Auto. El sistema de infoentretenimiento predice los modos de conducción mediante una lógica de avance, la cual funciona mediante sensores que monitorean las aceleraciones laterales, longitudinales y verticales, así como la velocidad de balanceo, cabeceo y guiñada para predecir el mejor modo de conducción posible para el conductor. La suspensión magnetoreológica también se mejora y usa corriente electromagnética para ajustar el sistema de suspensión de acuerdo con el modo de manejo.
Se conserva el mismo sistema de transmisión del modelo saliente que transfiere la potencia a las cuatro ruedas. Un nuevo modo "Ego" permite cambiar la configuración de conducción según sus preferencias.

### Huracán Evo Spyder

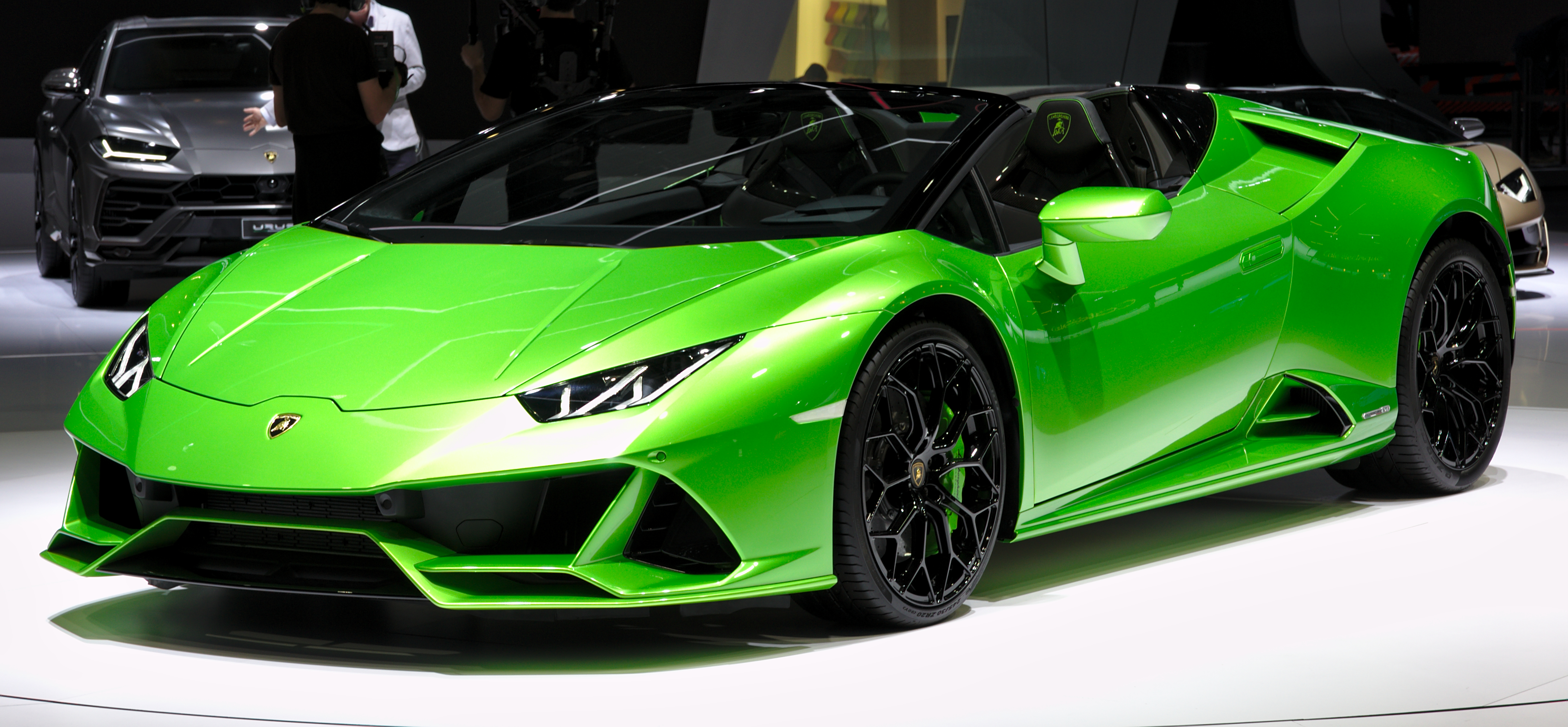
En el Salón del Automóvil de Ginebra de 2019.

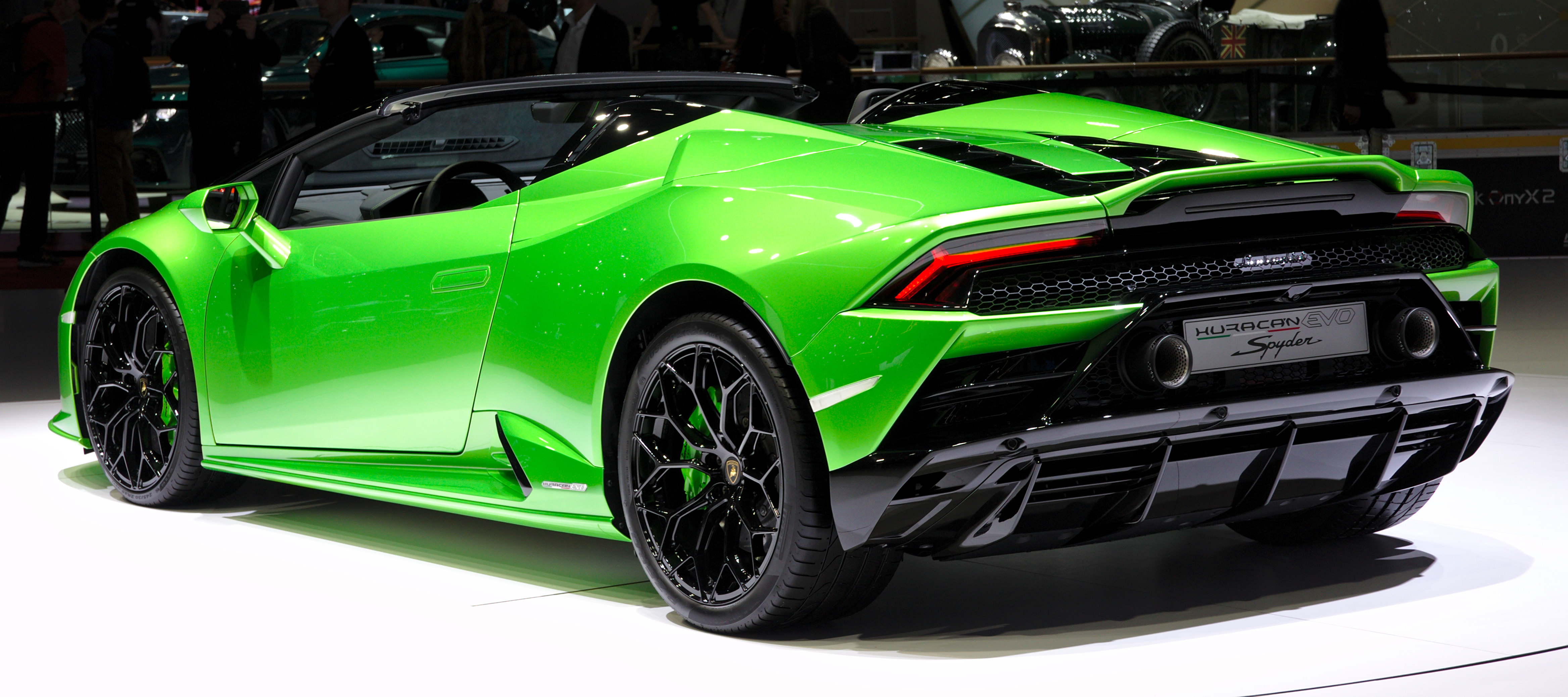
Vista trasera 3/4.

Ha sido diseñado para llevar al extremo la experiencia de conducción con colores, aromas y sonidos que se funden con un diseño seductor y materiales ultraligeros. Tiene el mismo V10 del Evo coupé, mientras que el tubo de escape superdeportivo silencia cualquier otra cosa. Las líneas aerodinámicas son perfectas y estilizadas.
El diseño se ha concebido con el fin de eliminar el techo sin renunciar a la aerodinámica ni a la rigidez torsional del vehículo. La forma y las proporciones icónicas originales de la marca se potencian con refinadas soluciones aerodinámicas.  Desde los elementos aerodinámicos anteriores a los cortes sobre el cofre, desde la toma de aire sobre el faldón a los tubos de escape, el idioma que se habla es el de la evolución natural que se sabe adaptar a las tecnologías más avanzadas y que no olvida la belleza de una forma pura.
La cabina de conducción dispone de un sistema con pantalla táctil de vanguardia de 8,4 pulgadas (21,3 cm) en la consola central, que permite controlar las funciones del coche y de entretenimiento. Los exclusivos acabados internos, con un diseño auténticamente italiano, están fabricados con materiales de la más alta calidad: los revestimientos están disponibles en piel, Alcantara y en Carbon Skin®, un innovador material de fibra de carbono exclusivo de Lamborghini.
El separador delantero facilita un doble paso del aire por los bajos del vehículo, donde los nuevos deflectores ofrecen una carga aerodinámica adicional; y en la parte posterior, un nuevo alerón suspendido dirige el aire de un modo todavía más aerodinámico.
Con los nuevos servicios conectados, la experiencia es más agradable, incluso a distancia a través de la App Lamborghini UNICA, con funciones exclusivas relacionadas con el confort, la navegación, la seguridad y el entretenimiento que permitirán controlarlo como nunca antes.

### Huracán Evo RWD

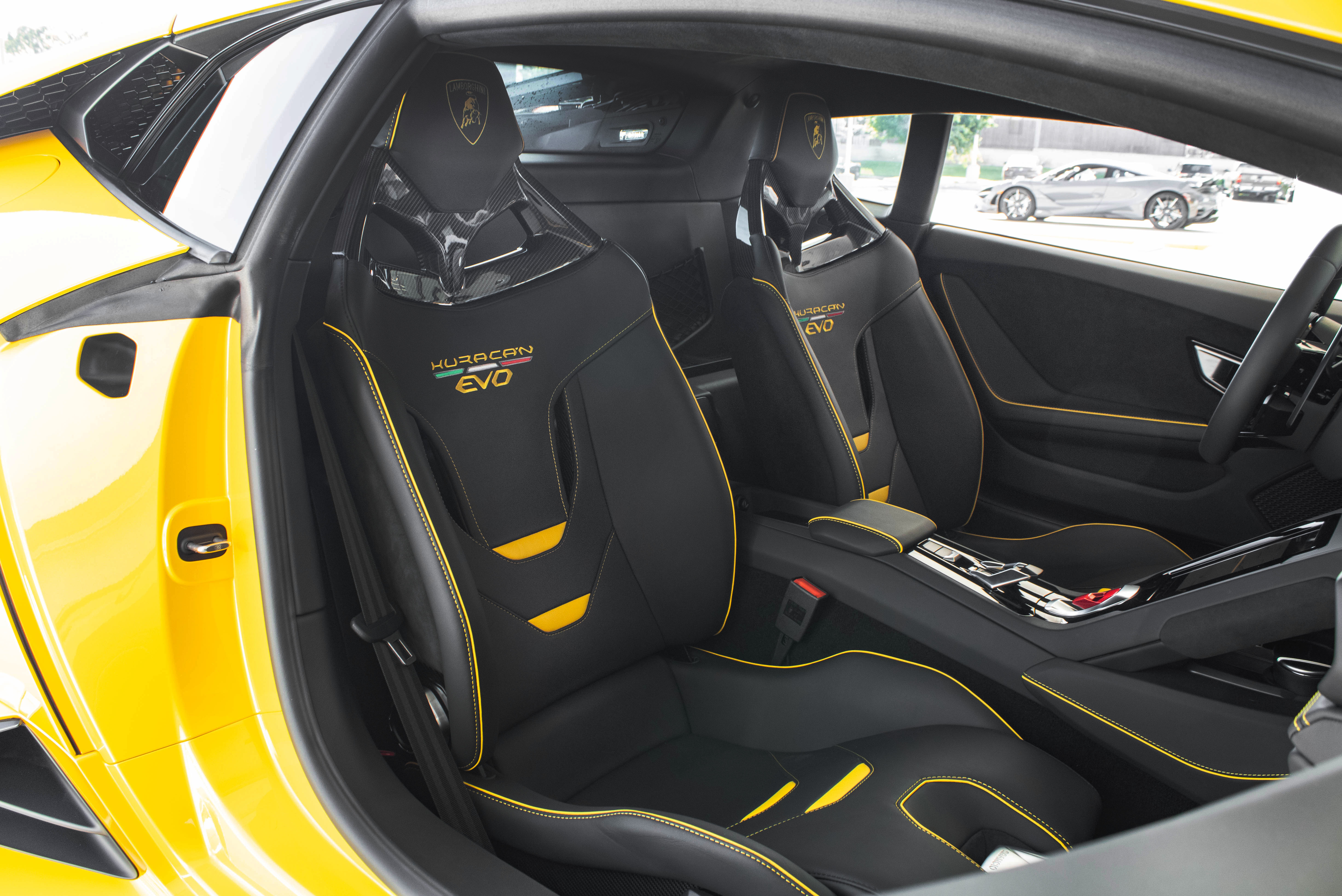
Habitáculo interior del coupé de 2020 en Giallo Inti (amarillo).

Se trata del mismo Performante, pero que en esta versión acota su potencia a los 610 CV (602 HP; 449 kW). La gran ventaja para los más fanáticos es que entrega toda la fuerza a las ruedas traseras, de ahí el nombre RWD, siendo un "todo atrás" que prescinde de la tracción integral para maximizar la experiencia de conducción.
Sus cifras son ligeramente peores que las del Huracán EVO, parando el crono del 0 a 100 km/h (62 mph) en 3,3 segundos y alcanzando una velocidad máxima de 325 km/h (202 mph), así que los tiempos por vuelta en cualquier circuito también serán más lentos.
Para mantener todo bajo control de la mejor forma posible, se ha desarrollado un paquete de medidas específico con un nuevo control de tracción P-TCS que se ha ajustado de manera concreta para sus necesidades, garantizando la tracción tanto en la fase previa como durante y posteriormente a un derrape.
La calibración del P-TCS se ve influida directamente por el modo de conducción elegido, pero en otros modos las ayudas intervienen solamente en un 30% con respecto al anterior Huracán de tracción trasera para permitir una mayor agilidad al salir de las curvas.
A nivel estético no hay grandes cambios con respecto al Huracán EVO, pero sí algunos detalles sutiles que servirían para diferenciar los modelos de tracción total o trasera. La defensa delantera es ligeramente distinta, con un labio inferior más marcado y unas entradas laterales de aire considerablemente más grandes. En la parte trasera el difusor es de nueva factura, con unos nervios más marcados y acabado en negro.

### Huracán Evo RWD Spyder
Gracias a la Realidad aumentada (AR), el fabricante dio a conocer cómo se vería su nuevo Huracán EVO RWD Spyder, el cual se ofrece como un vehículo descapotable de techo blando ligero y con tracción trasera.
Es el más asequible de la gama Spyder y añade una experiencia a cielo abierto. Sea con el techo arriba o abajo, su conducción está acompañada por el sonido inimitable del motor V10 para ofrecer 610 CV (602 HP; 449 kW) y un par máximo de 560 N·m (413 lb·pie), con el que puede acelerar de 0 a 100 km/h (62 mph) en 3,5 segundos y alcanzar una velocidad máxima de 324 km/h (201 mph). Es un coche instintivo para el conductor y ofrece una gran experiencia de manejo a través del hardware en lugar del software.
Su diseño optimiza la integración y la función del techo blando extremadamente ligero. Así, puede ser definido como un verdadero Lamborghini con sus líneas inimitables y confirma con ello que es muy dinámico tanto en apariencia como en rendimiento. Las formas exteriores aseguran una reducción de la resistencia aerodinámica al tiempo que mejoran el equilibrio y el dinamismo de este coche.
La carrocería de resina termoplástico y de aluminio se asienta sobre un chasis híbrido liviano en aluminio y fibra de carbono, con lo que muestra nuevas características delanteras y traseras para diferenciarse claramente del Huracán EVO 4WD Spyder.
En su interior, el botón ANIMA en el volante pone en control de los modos de conducción: en el Sport el conductor puede disfrutar de la diversión a la deriva al permitir que las ruedas traseras se deslicen y patinen durante la aceleración; mientras que en modo Corsa optimiza la tracción y la agilidad.
El techo blando se guarda en 17 segundos y está disponible en una gama de colores que combinan con las distintas opciones de la carrocería. Garantiza una cabina silenciosa para facilitar la conversación y el entretenimiento. Con la capota arriba o abajo, se puede abrir electrónicamente la ventana trasera, la cual funciona como parabrisas cuando está arriba y resalta el sonido del motor estando abajo. Además, los dos protectores contra el viento laterales amortiguan el ruido en la cabina para poder conversar con el acompañante, incluso manejando a altas velocidades.

### Huracán EVO GT Celebration

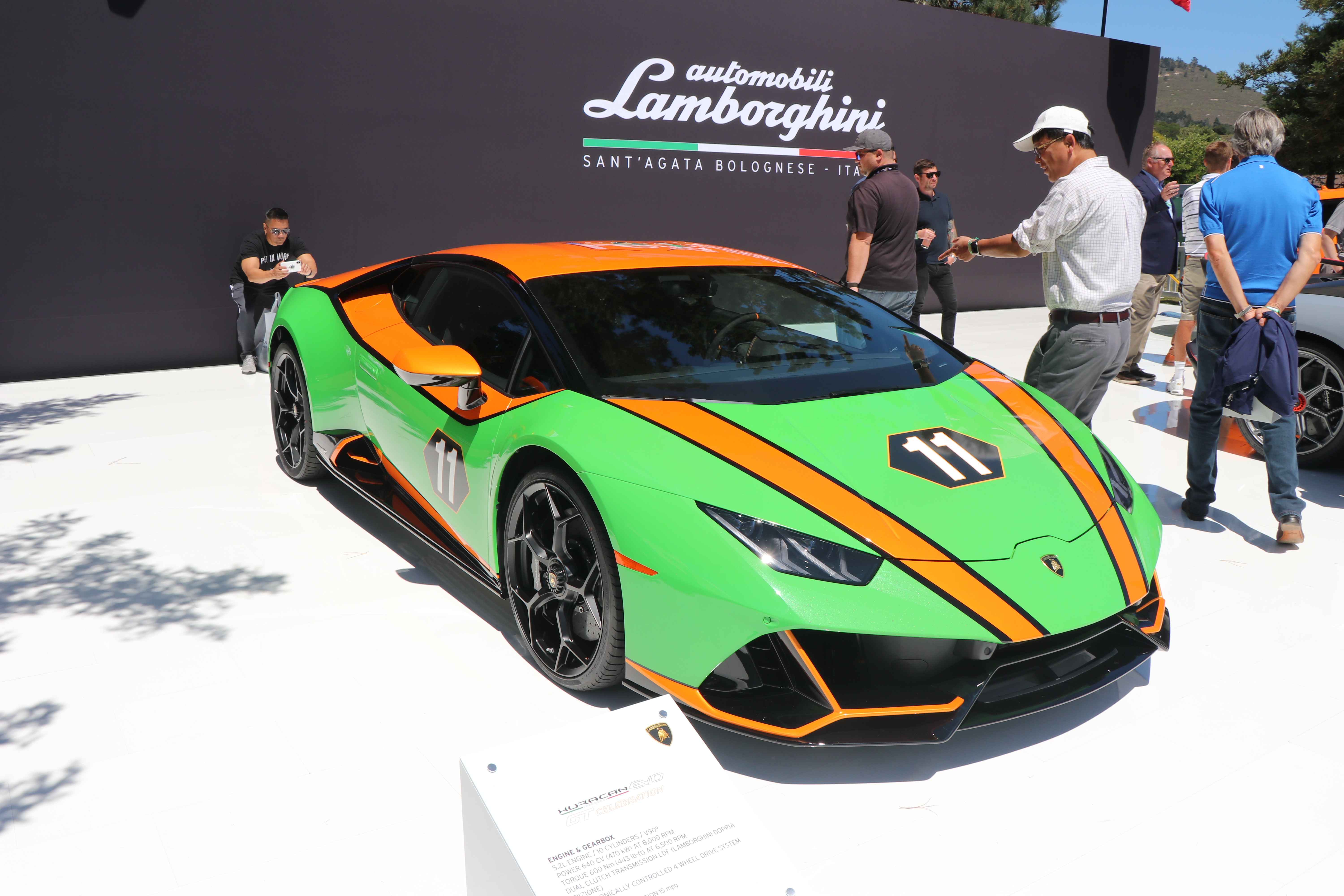
Huracán EVO GT Celebration.

La marca boloñesa rinde tributo al Huracán GT3 EVO de competición que ganó las 24 Horas de Daytona de 2019 y las 12 Horas de Sebring con el Huracán EVO GT Celebration, presentado en Pebble Beach durante la Semana del Automóvil de Monterey.
El Lamborghini Huracán GT3 EVO de competición ha demostrado de lo que es capaz en las pruebas de resistencia donde ha conseguido un total de cuatro victorias a lo largo de los últimos años. Aunque son de las citas deportivas más complicadas del calendario GT3, el modelo italiano ha logrado vencer dos veces en cada una y, para celebrarlo, la firma ha decidido lanzar una edición especial de la que solamente se han fabricado 36 unidades, todas ellas reservadas para el mercado estadounidense.
Se trata del Lamborghini Huracán EVO GT Celebration que ha visto la luz donde también se ha presentado el Aventador SVJ 63 Roadster. A diferencia de este último, el EVO GT Celebration utiliza un motor V10 de 640 CV (631 HP; 471 kW), el mismo que emplea la variante de carreras que triunfó en Daytona y Sebring.
Por fuera, se distingue por la decoración inspirada en los GT3 de los equipos GRT Grasser Racing Team y Paul Miller Racing. La combinación de colores exclusivas ha sido creada por el departamento Lamborghini Ad Personam en colaboración con el Centro Stile y, en total, habrá nueve patrones de colores disponibles. Todos ellos podrán combinarse con los dorsales 11 y 12 de los coches de carreras ganadores, así como con un laurel en la defensa trasera y con la bandera de Estados Unidos o la de Italia en el techo.
Por dentro, se podrá optar por los mismos colores del exterior para decorar algunos detalles, como los cinturones o los pespuntes de los asientos deportivos, los paneles de las puertas y el tablero. Cada unidad incluirá una placa metálica con la inscripción "1 of 36" para dejar claro que se trata de una edición limitada.

### Huracán STO

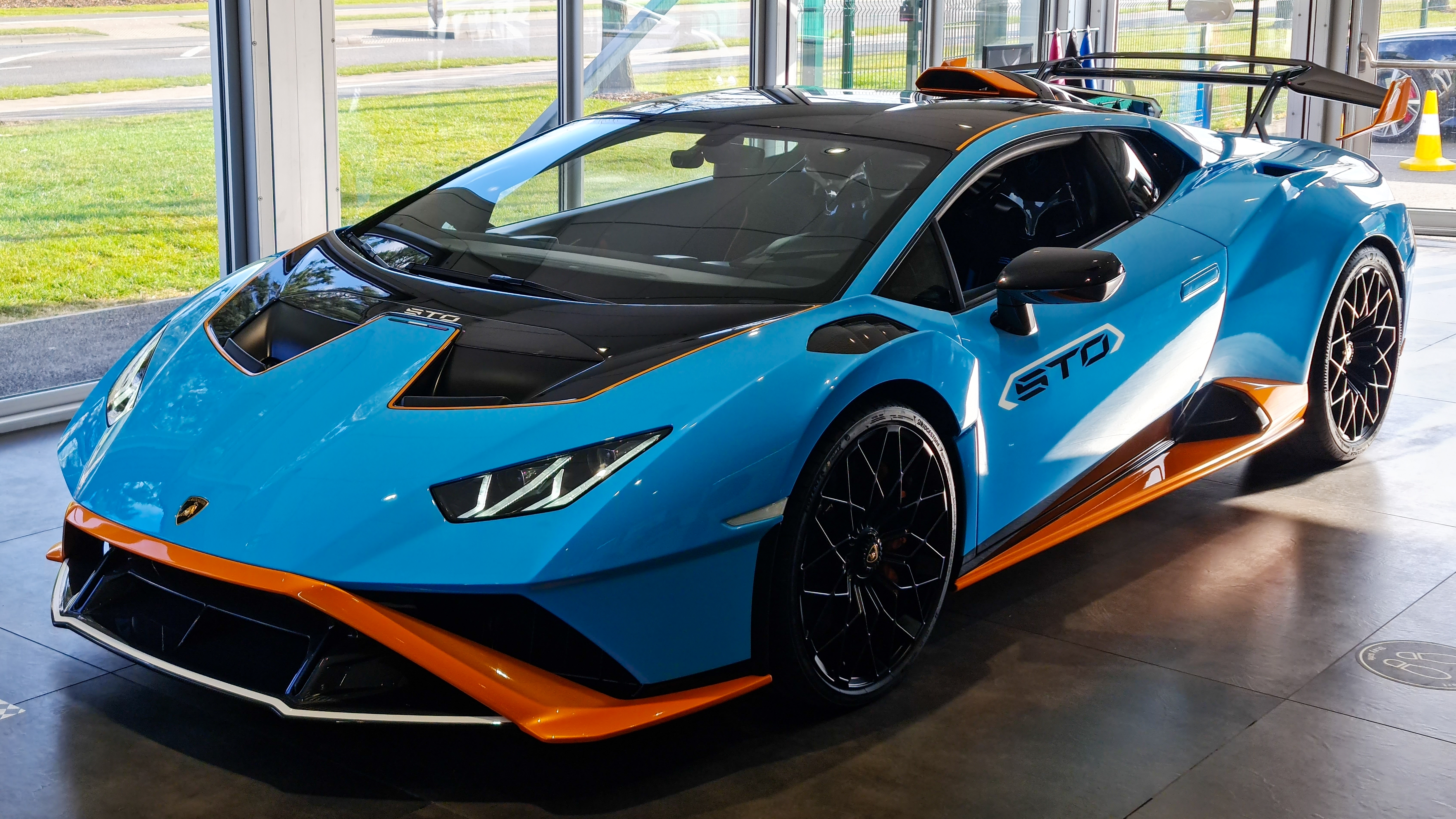
Huracán Super Trofeo Omologato en abril de 2021.

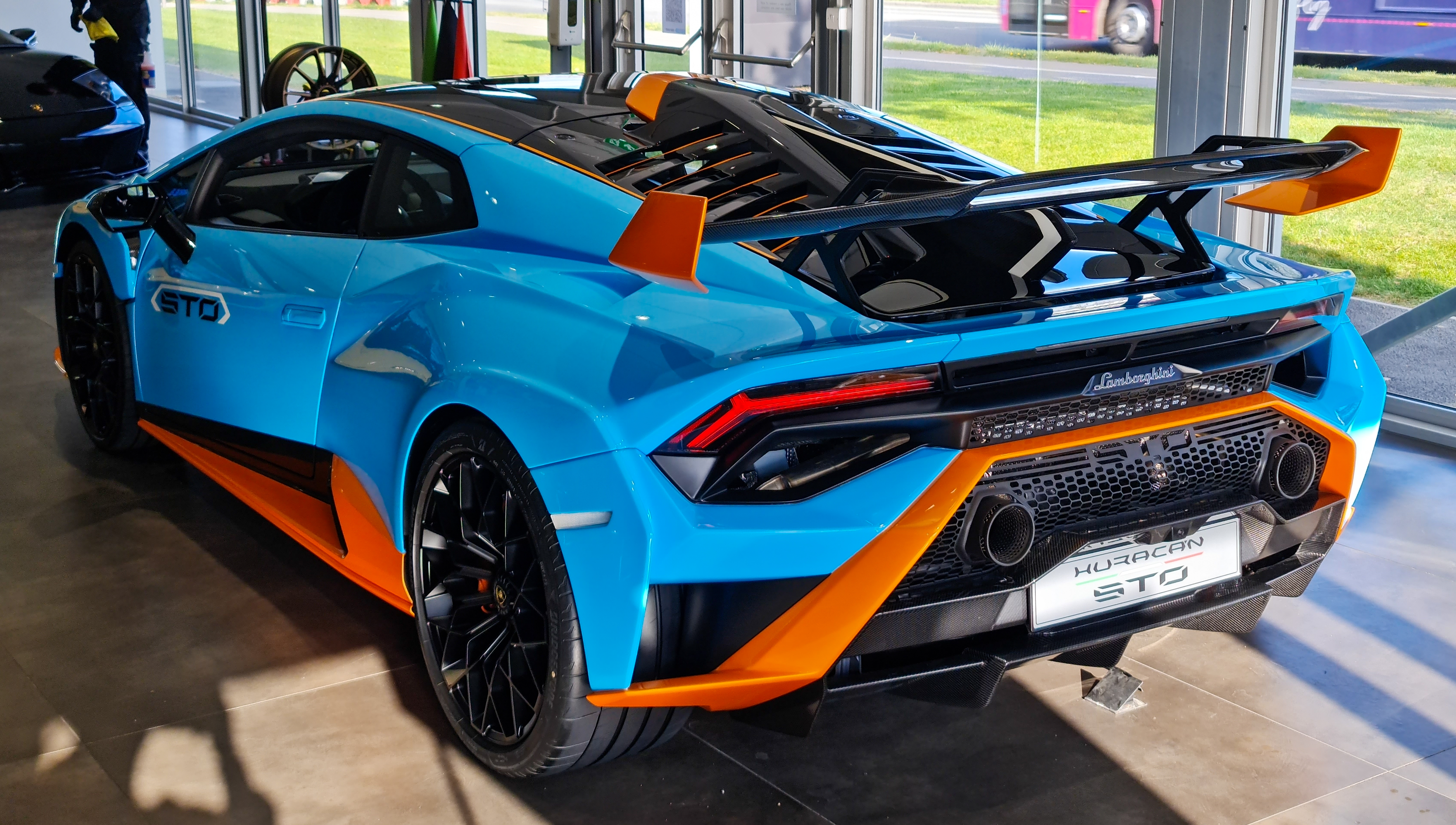
Vista trasera.

El STO, por sus siglas "Super Trofeo Omologata", es como un Super Trofeo EVO o un GT3 EVO, pero que está homologado para poder circular por las calles.
Es impulsado por un V10 atmosférico, el mismo del EVO y del Super Trofeo, con inyección dual y lubricación por cárter seco, el cual entrega todo su poder a las ruedas traseras vía una transmisión automática de doble embrague de 7 velocidades. Alcanza los 100 km/h (62 mph) en 3 segundos y la velocidad final es de 310 km/h (193 mph). Gracias a sus mejoras aerodinámicas, piezas livianas y un gran paquete dinámico, aseguran una legítima experiencia de pista, pero en la carretera.
Luce un diseño exterior completamente nuevo, ofreciendo la inconfundible silueta Lamborghini, pero optimizada para cortar el viento como ningún otro. El STO fue concebido en conjunto por el departamento de I&D de Lamborghini, el departamento deportivo Squadra Corse y el Centro Stile de diseño. Entre sus características específicas se encuentran: Cofango con conductos de aire y splitter frontal, que viene de la contracción de dos palabras, "cofano" (cofre) y "parafango" (salpicadera). Esto significa que el clip frontal está fabricado en una sola pieza y se abre hacia el frente, tal como en el Lamborghini Miura. Es más liviano, más simple de fabricar y ahorra mucho tiempo en la pista en caso de tener que cambiar o arreglar alguna pieza. Los nuevos conductos de aire en este cofango, aumentan el flujo de aire a través del radiador central para mejorar la refrigeración del motor y ayudar a generar carga aerodinámica. Incorpora un nuevo splitter delantero, que dirige el flujo de aire a los bajos del chasis y al difusor trasero.
También tiene extractores de aire que expelen el flujo de aire de los arcos de rueda, reduciendo así las turbulencias y la presión, pero también aumentando la carga aerodinámica. El perfil lateral del cofango dirige el flujo de aire alrededor de las ruedas delanteras, ayudando a reducir el coeficiente de arrastre.
Un nuevo guardabarros trasero derivado del Super Trofeo EVO, ayuda a que el diseño del frontal sea más pequeño, así como a que la resistencia aerodinámica sea menor. Como es muy eficiente, aumenta la carga aerodinámica trasera. Una entrada de aire "NACA" integrada sirve como entrada de aire del motor y el conducto recortado permite una disminución del 30% en las pérdidas de presión estática. Sobre el techo hay una toma de aire dedicada para el motor, pero también la tapa del motor tiene deflectores especiales que ayudan a sacar el aire excedente y a ventilar el vano motor.
Una aleta de tiburón integrada en la tapa del motor mejora sus capacidades dinámicas, particularmente en las curvas, donde el flujo de aire ayuda a que funcione como una especie de "timón" y además a redirigir el flujo de aire al alerón posterior. El alerón trasero de doble perfil se puede ajustar de manera manual en tres posiciones. Su equilibrio aerodinámico puede fluctuar un 13%, adaptándolo a diferentes estilos y condiciones de conducción. Paralelamente, logra el nivel más alto de carga aerodinámica en su clase con el mejor equilibrio aerodinámico para un auto de tracción trasera. La eficiencia general del flujo de aire se mejora en un 37% y se alcanza un aumento significativo de la carga aerodinámica del 53% sobre el Huracán Performante.
En su interior, se nota el uso extensivo de fibra de carbono, desde las puertas, las butacas tapizadas con Alcantara y los pisos. También cuenta con un arnés de seguridad de cuatro puntos y un maletero delantero de nuevo diseño para guardar el casco. El arco trasero que hace de jaula de seguridad, fue fabricado en conjunto con Akrapovič, quienes tienen amplia experiencia en el uso del titanio. Gracias a esto, es un 40% más liviano que un arco de acero convencional. La pantalla táctil lleva una nueva interfaz, la cual permite manejar los modos de manejo, el sistema LDVI, la presión de los neumáticos y la temperatura de los frenos. Además, un sistema de telemetría completamente conectado permite monitorear, analizar y registrar datos de desempeño en pista a través de la aplicación Lamborghini UNICA. Puede ser personalizado desde los colores, materiales de tapicería y libreas de carrera. También lleva un vistoso color Blu Laufey (azul) con acentos en Arancio California (anaranjado).

### Huracán EVO Fluo Capsule
Muy acorde a la tradición de incluir colores de carrocería muy llamativos en su oferta, los dos nuevos tonos del Huracán EVO Fluo Capsule adoptan una combinación para la carrocería en acabado mate que le da un aspecto único, evocando a las capacidades dinamismo y al alto desempeño que puede ofrecer. Concretamente se compone por una combinación de cinco colores interiores y exteriores, incluyendo el Verde Shock, el naranja Arancio Livrea, el azul Celeste Federal, el naranja Arancio Dac y el amarillo Giallo Clarus, junto a los acabados en negro mate del techo, las defensas, los espejos y el difusor trasero.
Para el interior, además de la nueva combinación de colores, la firma incluye algunos opcionales como asientos deportivos tapizados en Alcantara o cuero, una nueva cubierta para el botón de encendido y apagado, además de para el escudo de la marca en el volante y el mismo bordado en las cabeceras de los asientos, en combinación con el color de la carrocería.
En cuanto al rendimiento tiene montado el ya conocido motor V10 que entrega 640 CV (631 HP; 471 kW) transferidos directamente a las cuatro ruedas, capaces de llevarlo por encima de los 300 km/h (186 mph).

### Huracán Sterrato
El Huracán Sterrato Concept es un prototipo que desde el fabricante lo definen como un deportivo con capacidades "off road" (todoterreno) y eso es precisamente lo que es, ya que combina un poderoso motor V10 con suspensiones elevadas y un sistema de tracción ajustado para superficies menos amables.
Está basado en el Huracán EVO, un Performante más domesticado con las mismas prestaciones de desempeño y rendimiento. Incorpora lo que denominan como Lamborghini Dinamica Veicolo Integrata o LDVI, que básicamente incluye tracción total con sistema de par vectorial, pero que añade una suspensión modificada y calibraciones y ajustes especiales para ofrecer mayor estabilidad en superficies de baja adherencia.
Estéticamente, más allá de los vinilos que lo adornan, incluyendo la bandera italiana, también difiere del Huracán EVO por contar con mayor distancia al suelo con 47 milímetros más, además de que se han mejorado los ángulos de ataque y salida en un 1% y en un 6.5%, respectivamente. También se suman una parte inferior reforzada, defensas en aluminio, nuevos pasos de rueda ensanchados en fibra de carbono con aperturas de ventilación incluidas y unas llantas de 20 pulgadas (50,8 cm). Además, dispone de vías más anchas en 30 milímetros y un completo paquete de iluminación led para las defensas o el techo.

## Producción
El cese de su producción fue a finales 2024, aunque ya se habían agotado los pedidos de los clientes desde antes, por lo que ya estaban todos vendidos.
- 2013: 76[50]
- 2014: 1540
- 2015: 2628[51]
- 2016: 2419[51]
- 2017: 2699[52]
- 2018: 2790[52]
- 2019: 2426[53]
- 2020: 2010[53]
- 2021: 2435[54][55]
- 2022: 3443[56]
- 2023: 3705[57]

Total: 26 171

## Especificaciones
| Variantes:                           | LP610-4 Coupé                      | LP610-4 Spyder                     | LP580-2 Coupé                      | LP580-2 Spyder                     | LP640-4 Performante                | LP640-4 Performante Spyder         | LP640-4 STO                        |
| ------------------------------------ | ---------------------------------- | ---------------------------------- | ---------------------------------- | ---------------------------------- | ---------------------------------- | ---------------------------------- | ---------------------------------- |
| Potencia máxima                      | 610 CV (602 HP; 449 kW) @ 8250 rpm | 610 CV (602 HP; 449 kW) @ 8250 rpm | 580 CV (572 HP; 427 kW) @ 8000 rpm | 580 CV (572 HP; 427 kW) @ 8000 rpm | 640 CV (631 HP; 471 kW) @ 8000 rpm | 640 CV (631 HP; 471 kW) @ 8000 rpm | 640 CV (631 HP; 471 kW) @ 8000 rpm |
| Par máximo                           | 560 N·m (413 lb·pie) @ 6500 rpm    | 560 N·m (413 lb·pie) @ 6500 rpm    | 540 N·m (398 lb·pie) @ 6500 rpm    | 540 N·m (398 lb·pie) @ 6500 rpm    | 600 N·m (443 lb·pie) @ 6500 rpm    | 600 N·m (443 lb·pie) @ 6500 rpm    | 565 N·m (417 lb·pie) @ 6500 rpm    |
| Peso                                 | 1422 kg (3135 lb)                  | 1542 kg (3400 lb)                  | 1389 kg (3062 lb)                  | 1509 kg (3327 lb)                  | 1382 kg (3047 lb)                  | 1507 kg (3322 lb)                  | 1339 kg (2952 lb)                  |
| Relación peso a potencia             | 2,33 kg/CV                         | 2,53 kg/CV                         | 2,39 kg/CV                         | 2,60 kg/CV                         | 2,16 kg/CV                         | 2,35 kg/CV                         | 2,09 kg/CV                         |
| Aceleración de 0 a 100 km/h (62 mph) | 3,2 segundos                       | 3,4 segundos                       | 3,4 segundos                       | 3,6 segundos                       | 2,9 segundos                       | 3,1 segundos                       | 3,0 segundos                       |
| Velocidad máxima                     | 325 km/h (202 mph)                 | 324 km/h (201 mph)                 | 320 km/h (199 mph)                 | 319 km/h (198 mph)                 | 325 km/h (202 mph)                 | 325 km/h (202 mph)                 | 310 km/h (193 mph)                 |
| Emisiones de CO2                     | 290 g (10,2 onzas)/km              | 280 g (9,9 onzas)/km               | 283 g (10,0 onzas)/km              | 283 g (10,0 onzas)/km              | 314 g (11,1 onzas)/km              | 320 g (11,3 onzas)/km              | n/a                                |

## En la cultura popular

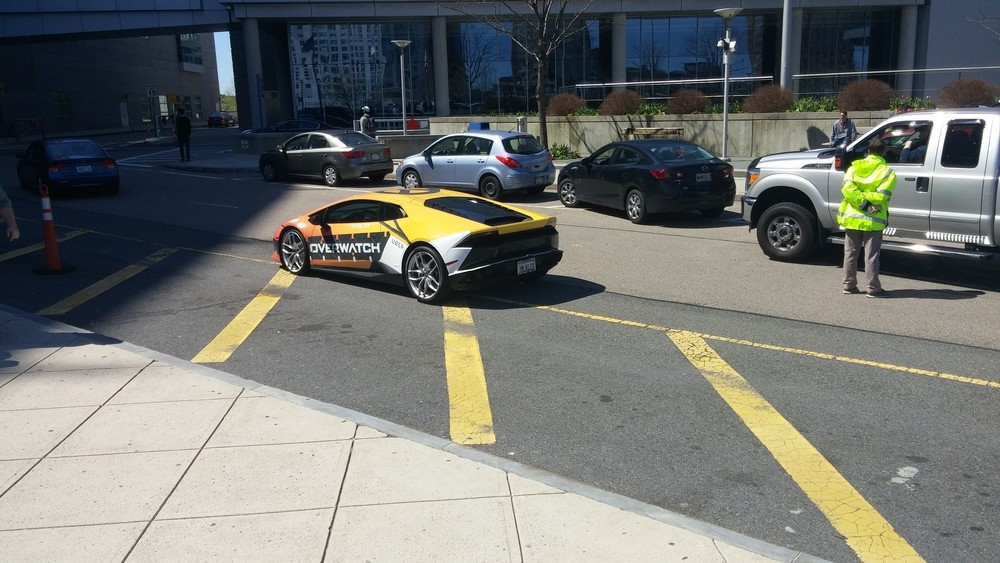
Huracán temático de Tracer, fuera del Centro de Convenciones durante el PAX East de 2016.

El Huracán LP 610-4 Coupé en color amarillo Midas, apareció en Forza Horizon 2 como el "coche del héroe", donde fue ofrecido en la cubierta del arte de la caja para las ediciones Xbox One y Xbox 360 del juego.
En el evento de Penny Arcade Expo (PAX East) de 2016, el videojuego de carreras de Blizzard Overwatch, en el que colaboró con Uber para realizar el "Uberwatch", llevó a los asistentes a eventos y "Vip" a paseos cortos a través de la zona que rodea el Centro de convenciones y Exposiciones de Boston (BCEC) en los coches temáticos, así como impulsado por el cosplay stunt performer, como varios personajes del juego.
A principios de 2015, apareció en la revista Top Gear. Consiguió una revisión neutral por parte de Richard Hammond quien dijo que era demasiado "manso" para ser un verdadero Lamborghini. Sin embargo, consiguió dar una vuelta alrededor de la pista de pruebas de Top Gear en un tiempo de 1:15.8, siendo el 4.º más rápido hasta ese momento por detrás del Ariel Atom V8, el BAC Mono y el Pagani Huayra.
El Huracán fue nombrado "El súper coche de 2014" por dicha revista.
En la película de Marvel Studios Doctor Strange estrenada el 4 de noviembre de 2016, el cirujano Stephen Strange se encontraba en la cima de su carrera antes de que sus manos resultasen aplastadas en un accidente automovilístico. El protagonista conducía un Huracán negro en una escena que presenta al personaje interpretado por el actor Benedict Cumberbatch, como una persona arrogante y temeraria. Conduce rápido en una noche lluviosa y habla por teléfono sin tener en cuenta las normas de circulación. Finalmente, el coche pierde el control dando vueltas de campana, cayendo por un acantilado y acabando en un lago.
En el manga y próximo anime MF Ghost, aparece un Huracán LP 610-4 modificado de color blanco.

## En competición

### Huracán LP 620-2 Super Trofeo

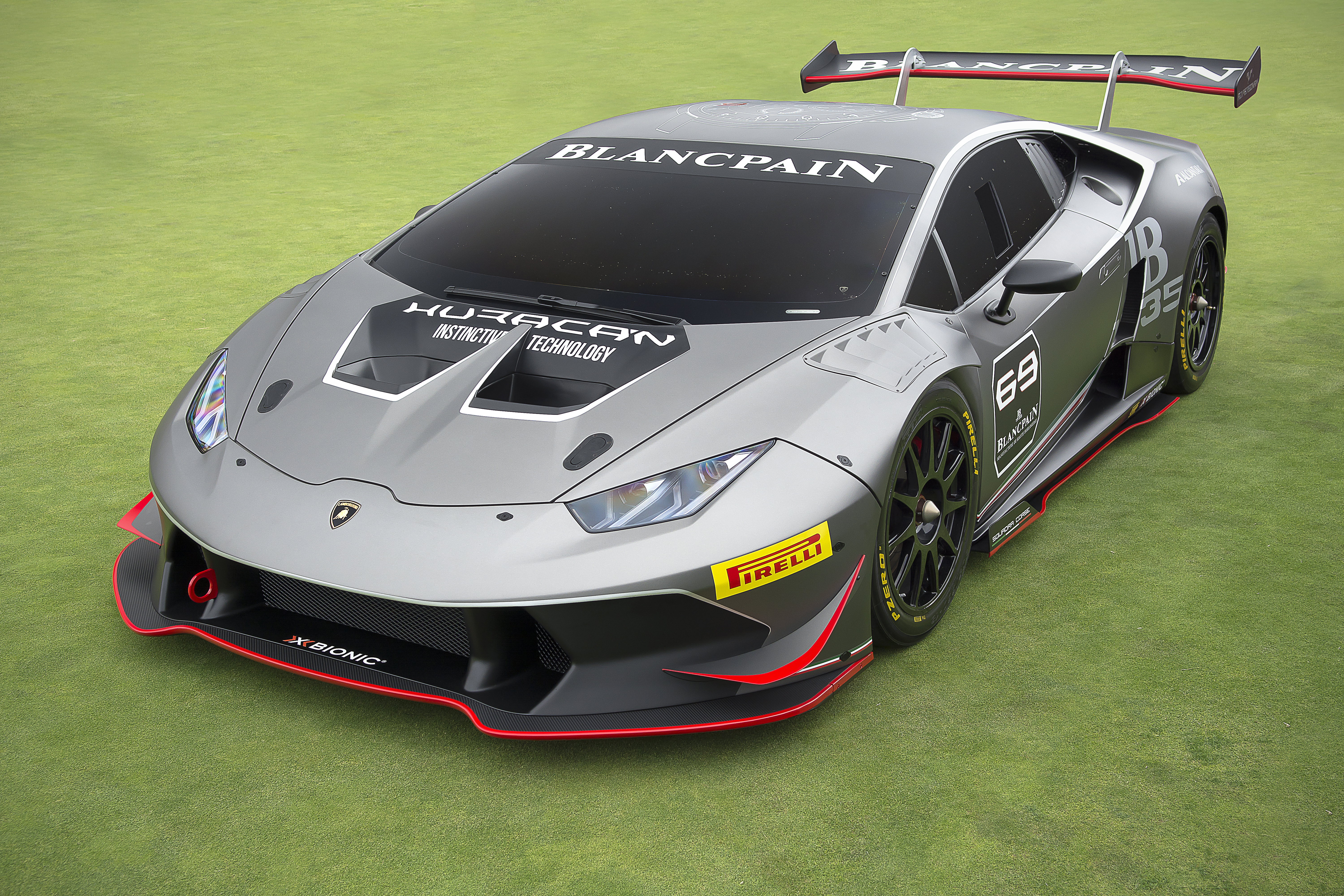
En la Semana del Automóvil de 2014 en Pebble Beach.

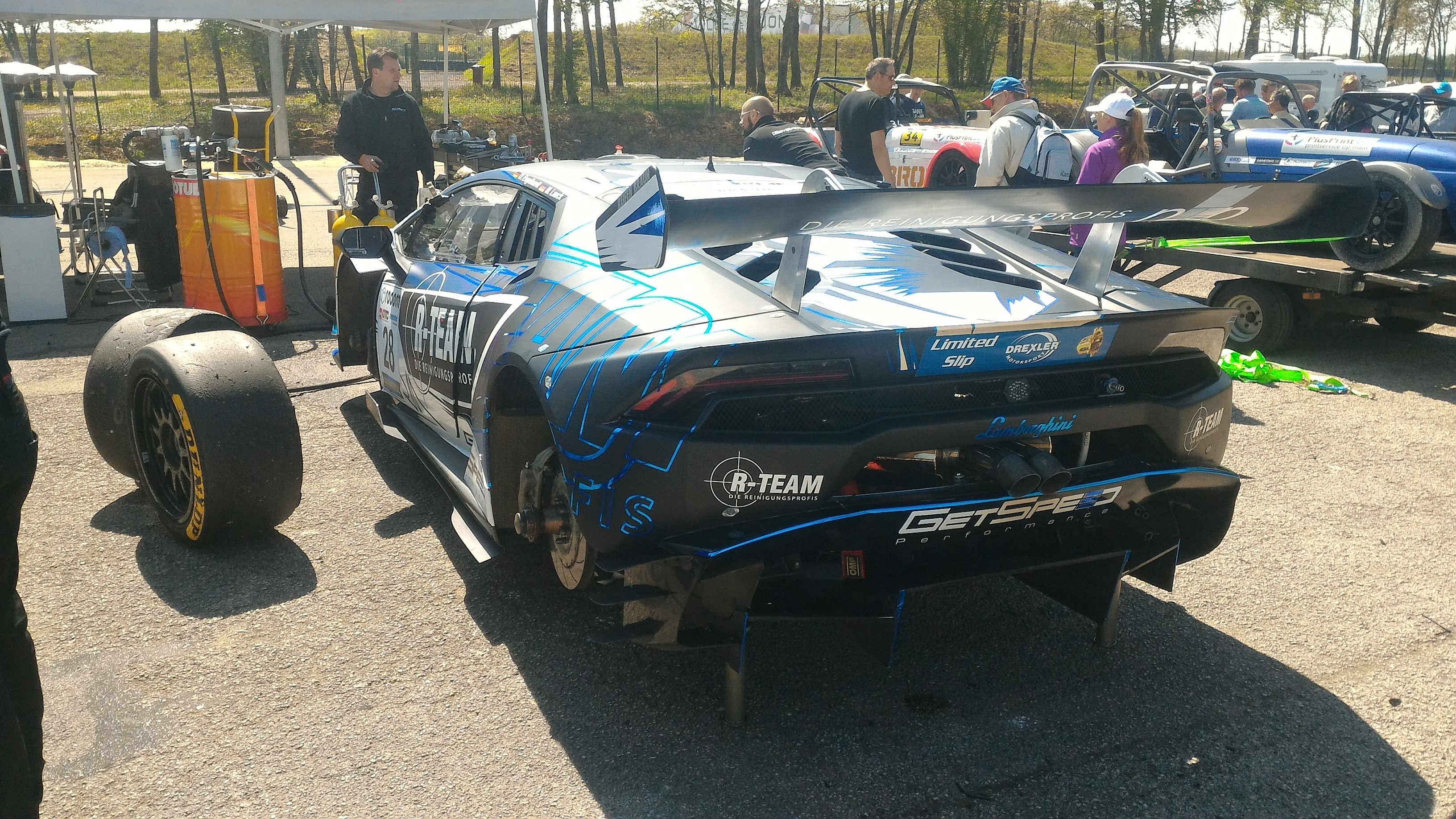
Vista trasera.

El Huracán LP 620-2 Super Trofeo es una versión de carreras del coupé de tracción trasera, para las tres series del Lamborghini Blancpain Super Trofeo de 2015 en Europa, Asia y América del Norte.
Fue develado durante el prestigioso Monterey Car Week en California, marcando un nuevo punto de referencia para la serie de competición.
El chasis cuenta con una jaula antivuelco excepcionalmente ligera de 43 kg (95 libras) que se extiende hasta eje trasero, aportando una impresionante rigidez a la torsión que representa una mejora del 45% en comparación con el modelo anterior. El bastidor es híbrido de carbono/aluminio con geometrías modificadas para albergar una mejor refrigeración al frente y una mejor cabida a la caja de cambios de carreras en la parte trasera, que también proporciona una mejor aerodinámica. El peso es de 1270 kg (2800 libras), con una distribución de peso de 42% delante y 58% atrás.
La carrocería está realizada en composite y, lo mismo que la aerodinámica, ha sido desarrollado en colaboración con Dallara Ingeniería, con la participación directa de su fundador, Gian Paolo Dallara. Entre los refinamientos incluidos, hay nuevos aditamentos aerodinámicos para la carrocería y un nuevo radiador de aceite para proporcionar más rendimiento que en el Gallardo.
Adopta el motor V10 de inyección directa montado en el coche de carretera, gestionado por una unidad de control de motor Motec M182, que ofrece una potencia máxima de 620 CV (612 HP; 456 kW) y una relación peso a potencia de 2,05 kg/CV. Usa la tracción trasera, tal y como han adoptado en la clase GT, que permitiría a sus pilotos ganar una experiencia importante con este sistema de tracción para facilitar las carreras. También adopta nuevos soportes para el motor, un nuevo embrague de tres discos y una caja de cambios secuencial Xtrac desarrollada específicamente para el Huracán Super Trofeo, con un control eléctrico diseñado por Magneti Marelli Motorsport.
La aerodinámica se ha refinado para conseguir una mayor eficacia, máxima tracción y carga aerodinámica en cualquier condición de pista. Más equilibrada que antes, esta se beneficia de un alerón trasero con diez posiciones diferentes, conductos de admisión de aire frontales ajustables y difusores delanteros y traseros.
Estaba exclusivamente equipado con neumáticos Pirelli, que ha seguido todas las fases del desarrollo: desde los primeros dibujos a pruebas en carretera, con el fin de crear neumáticos que se adaptan perfectamente al coche. En particular, la decisión de ir con dos ruedas motrices ha dado lugar a nuevos tamaños de neumáticos: 305/660 delante y 315/680 detrás, sobre llantas de 18 pulgadas (45,7 cm). Además, monta amortiguadores Öhlins ajustables de dos vías con barras estabilizadoras también ajustables. La dirección es asistida hidráulica y adopta una bomba de energía eléctrica que mejora el tacto. En los interiores se utiliza en todo el coche la piel del Alcantara® en color Negro Ade.

### Huracán LP 620-2 Super Trofeo EVO

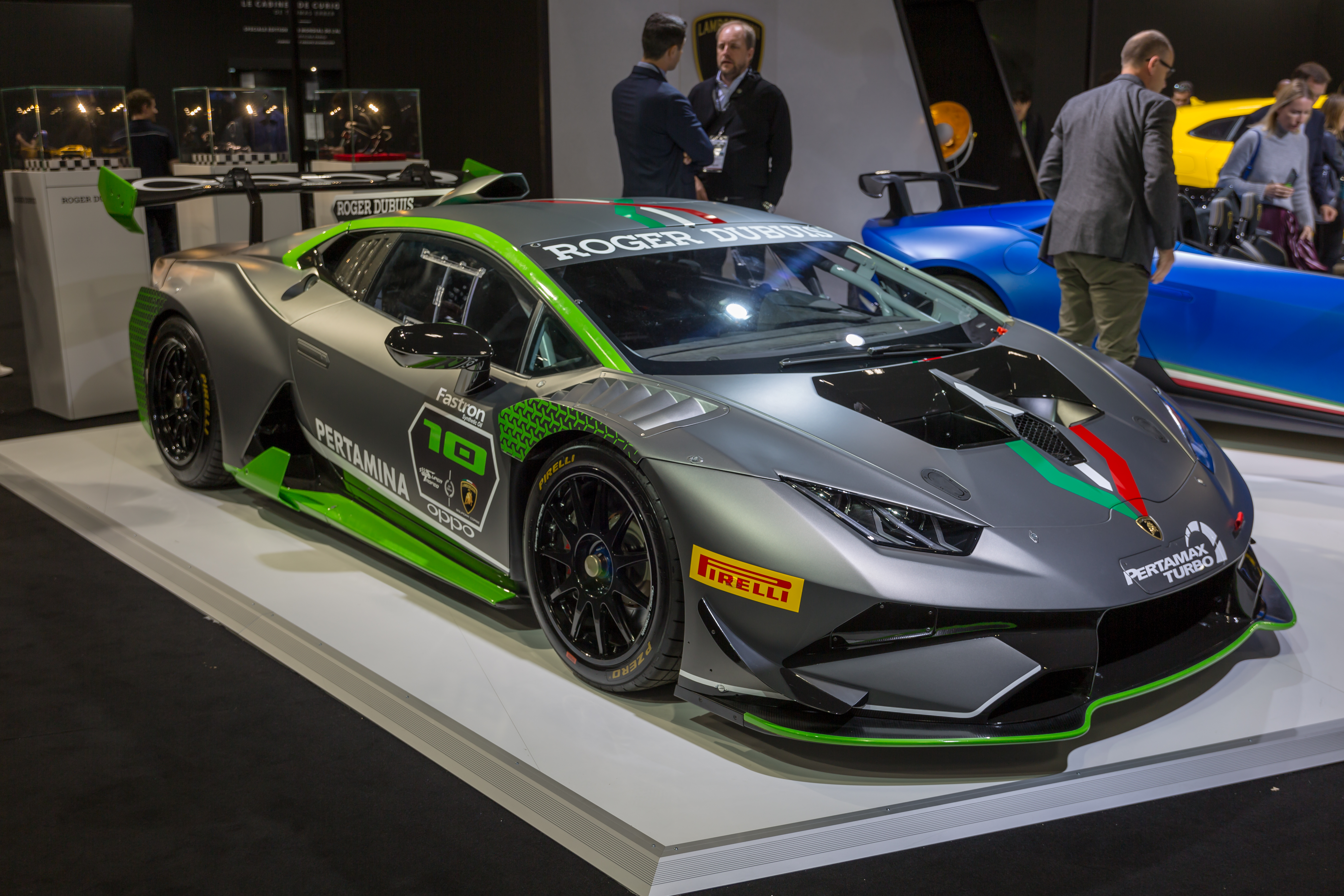
En el Salón del Automóvil de París de 2018 durante los días de prensa.

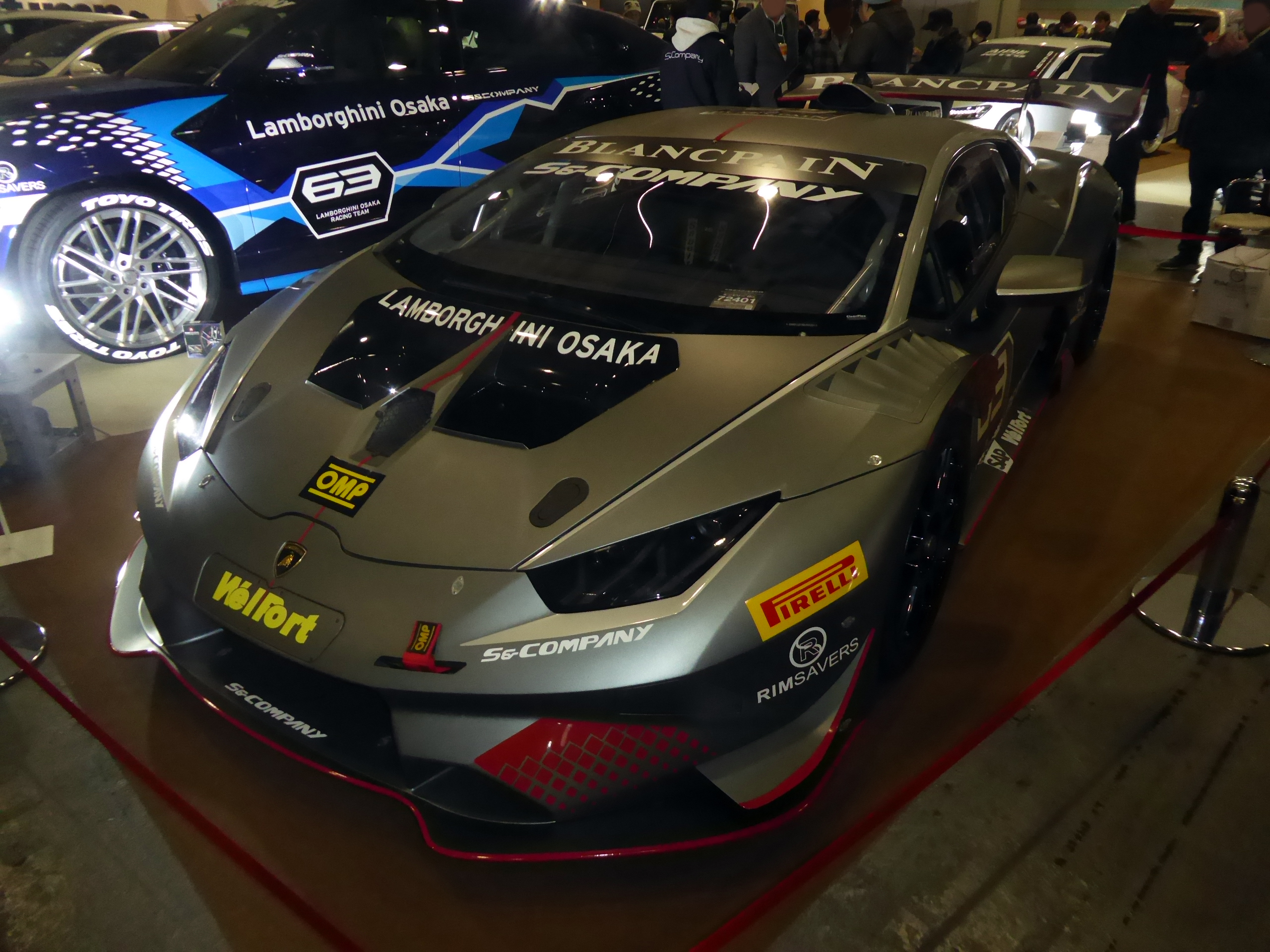
Modelo tuneado en el Salón del Automóvil de Osaka de 2019.

El Huracán Super Trofeo Evo aumenta los ya de por sí elevados estándares del vehículo predecesor, gracias a una aerodinámica rediseñada por completo. Es el trampolín de lanzamiento ideal para todos aquellos pilotos que quieran hacer carrera en las competiciones Gran Turismo.
El body kit (paquete de carrocería) inédito ha sido desarrollado por los ingenieros del departamento Motorsport de Automobili Lamborghini en colaboración con Dallara Engineering y con el Lamborghini Centro Stile. Este último ha diseñado también la librea de lanzamiento del vehículo que celebra la colaboración, a partir de 2018, entre Lamborghini Squadra Corse y Roger Dubuis. Una de las novedades de ese body kit la representa la "aleta" longitudinal (rear fin) sobre el cofre trasero, así como la toma de aire superior que lo hace inmediatamente reconocible.
Posteriormente, Lamborghini Squadra Corse presentó el Huracán Super Trofeo EVO2, la nueva versión del coche de carreras y único protagonista de las tres series continentales del campeonato Lamborghini a partir de 2022. Es la versión con más prestaciones jamás proyectada para correr en el campeonato monomarca, gracias a las profundas mejoras aerodinámicas realizadas y a su diseño sin concesiones, ideado por Lamborghini Centro Stile.
La aerodinámica y diseño son los ámbitos en los que más se han concentrado Squadra Corse y Centro Stile. Desde el punto de vista estético, lleva al extremo el diseño de las generaciones anteriores y anticipa recursos estilísticos que debutarían en los coches de carretera en los próximos años. Cambia radicalmente la parte delantera, caracterizada por los nuevos grupos ópticos y por el pronunciado labio en forma de "omega" que refuerza el vínculo estilístico que comparte con el Huracán STO. También son inéditas las tomas de aire "air curtain" (tipo cortina), que optimizan los flujos de aire.
Las novedades también afectan a los componentes de la carrocería, como los revestimientos de los umbrales de las puertas y los ya citados apéndices aerodinámicos traseros, que han abandonado el plástico para abrazar la fibra de carbono. Además, los faldones traseros están compuestos por un único elemento, que incluye parte del alerón lateral. Su motor V10 entrega una potencia máxima de 620 CV (612 HP; 456 kW) gestionada mediante un cambio secuencial de seis marchas X-Trac.

### Huracán GT3

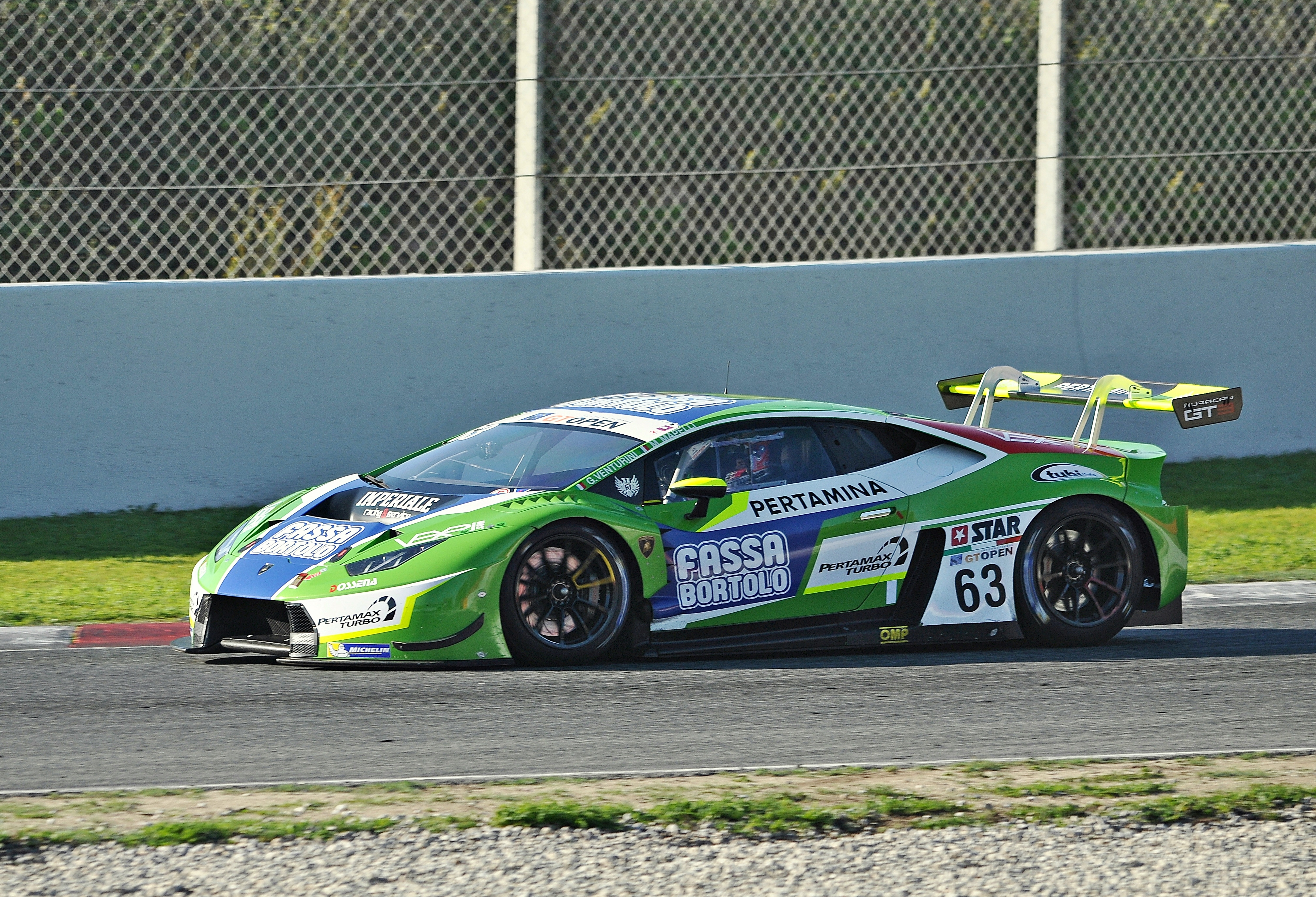
GT3 del equipo Imperiale Racing en el Circuito de Barcelona-Cataluña en 2017.

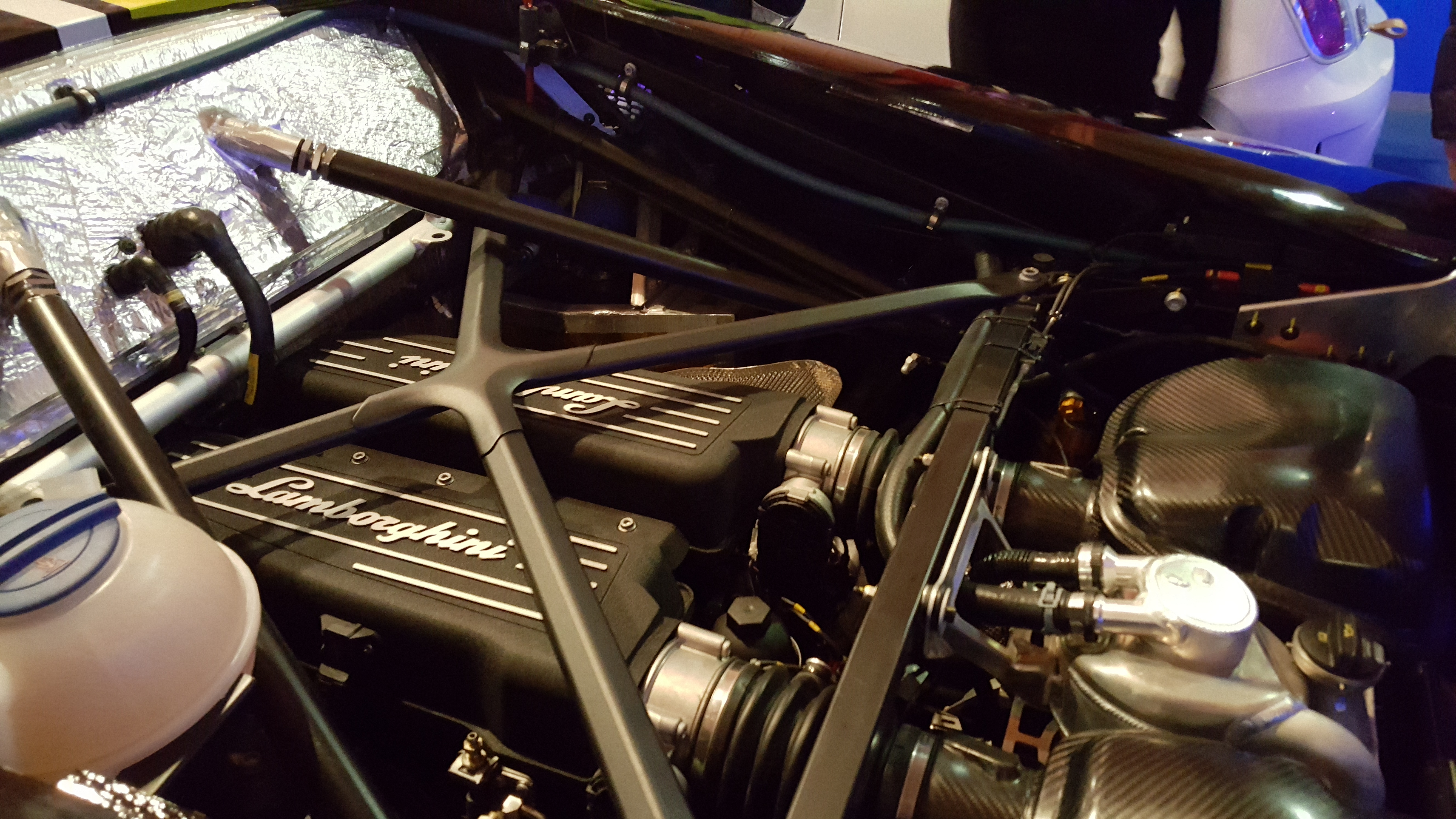
Vano motor de un modelo 2016.

Desarrollado en colaboración con Dallara, cuenta con el mismo motor V10 de 5,2 litros de inyección directa, pero con 620 CV (612 HP; 456 kW) y un par máximo de 570 N·m (420 lb·pie), montado en posición central-trasera, con transmisión mediante embrague de tres discos y caja de cambios secuencial de seis velocidades a las ruedas posteriores. La gestión electrónica del motor, control de tracción y caja de cambios, corre a cuenta de una centralita de Bosch Motorsport. Tiene un peso de 1239 kg (2732 libras) y un reparto de pesos de 42% delante y 58% detrás.
Comenzó a competir en 2015. El equipo Lazarus ganó el International GT Open de 2016 con los pilotos como Thomas Biagi y Fabrizio Crestani. También, Barwell Motorsport logró cuatro victorias en el Campeonato GT británico de 2016, Grasser Racing Team ganó una carrera en los Maestros de ADAC GT de 2016 y Paul Miller Racing obtuvo una victoria en el Campeonato WeatherTech SportsCar de 2016.
Tiene un bastidor construido en material compuesto de aluminio y carbono con una jaula de habitáculo antivuelco integrada, que cumple las exigencias de seguridad de la FIA.
El difusor delantero y el alerón trasero son regulables para modificar la aerodinámica. Para mayor seguridad, cuenta con un techo desmontable tipo escotilla para socorrer al piloto más rápido en caso de que fuera necesario, así como un sistema de extinción de incendios. OMP se encarga de los cinturones de seguridad y del volante multifunción.
Está equipado con frenos de disco de acero de 380 mm (15,0 pulgadas) de diámetro los delanteros y de 355 mm (14,0 pulgadas) los traseros, mientras que los neumáticos son de ancho 315 delante y 325 detrás.

### Huracán GT3 Evo

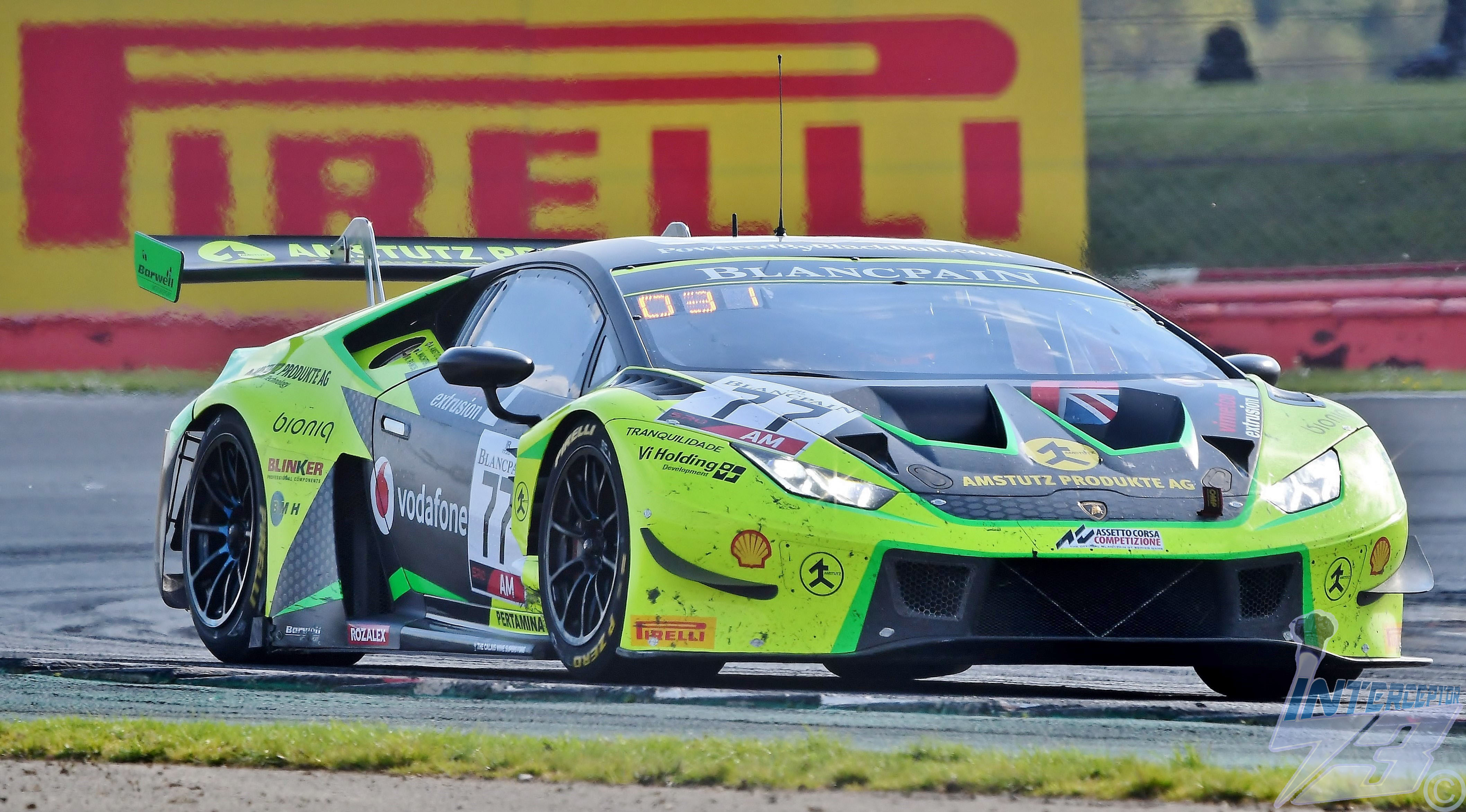
GT3 Evo del equipo Barwell Motorsport durante la Blancpain Endurance Series Cup R2, conducido por Miguel Ramos en el Circuito de Silverstone el 12 de mayo de 2019.

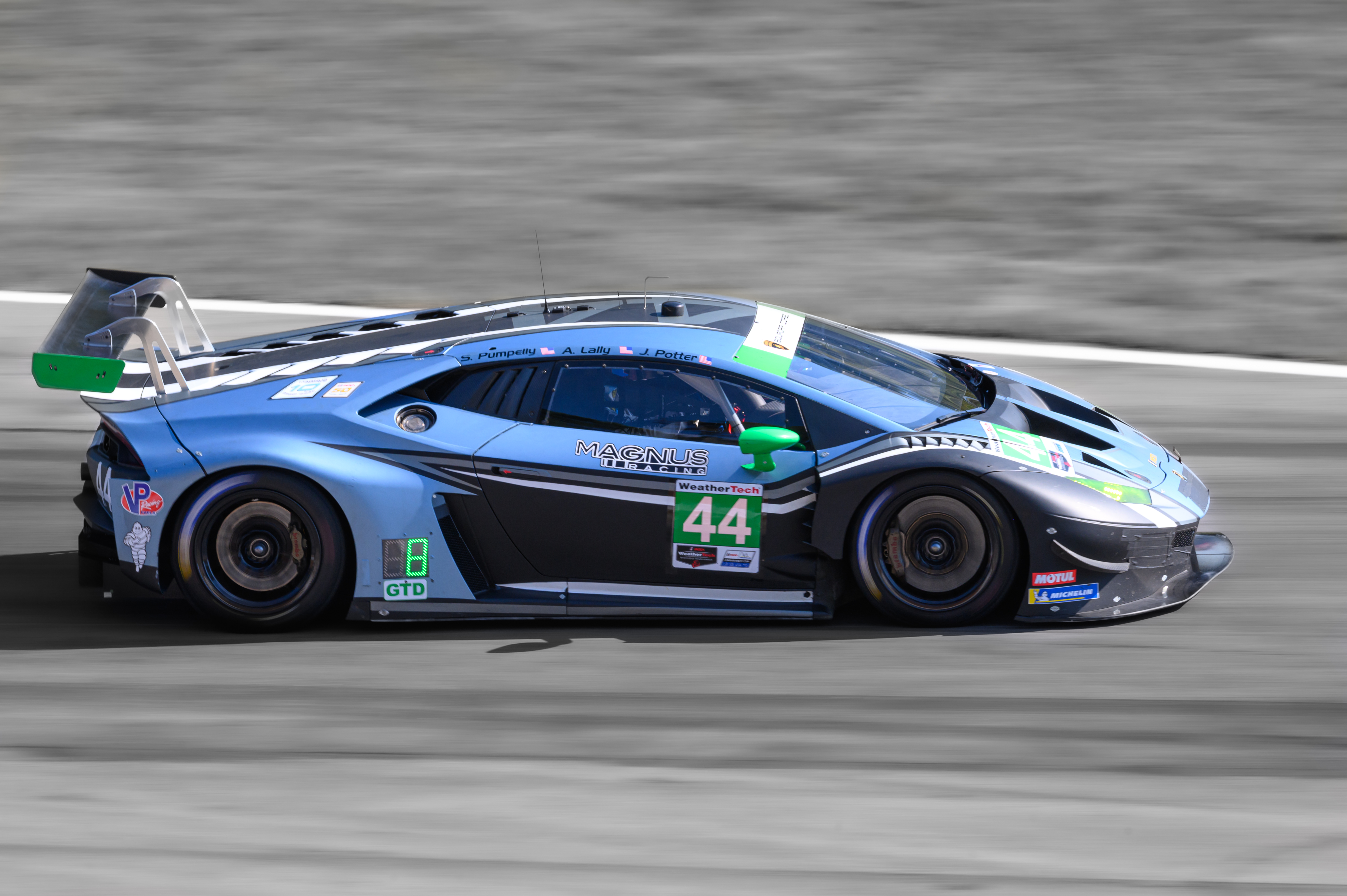
GT3 Evo del equipo Magnus Racing en el Petit Le Mans de 2019.

Es una creación resultado de la experiencia tras tres años de carreras por todo el mundo y que según los responsables de Lamborghini Motorsport nace con el objetivo principal de mejorar el manejo de este coche de carreras para que sea más sencillo e intuitivo para los pilotos y equipos con bajo presupuesto.
Se ha conseguido un coche con más carga para mejorar la estabilidad. Así, se encuentran novedades en la parte frontal con splitters más pronunciados, flaps laterales más grandes y un cofre que sustituye la fibra de vidrio por la fibra de carbono, mientras que la trasera destaca por el enorme alerón trasero de fibra de carbono y un difusor con aletas rediseñadas. A esta mejora de la estabilidad también contribuye una suspensión mejorada con brazos delanteros que ahora son en aluminio mientras que el eje trasero recibe nuevos componentes para conseguir una trasmisión más eficiente y de paso facilitar el mantenimiento.
También presenta unos amortiguadores Öhlins que pasan a ser de cuatro vías, para mejorar el control del coche durante la fase de balanceo a la hora de tomar pianos a altas velocidades. Además, hay un nuevo ABS y una nueva dirección asistida hidráulica (EHPS) que ya llevaba el Huracán Super Trofeo Evo, con un interruptor que permite ajustar el nivel de la dirección asistida durante la carrera, así como una jaula antivuelco rediseñada para ofrecer comodidad, incluso para las personas más altas, tanto dentro del habitáculo como a la hora de entrar al coche.
Se desarrolló por completo en Sant’Agata Bolognese por parte de Squadra Corse. El trabajo de diseño llevó más de un año, con especial énfasis en la aerodinámica, concebida en colaboración con Dallara. Gracias a soluciones inéditas, la carga aerodinámica se aumentó de forma sensible para mejorar todavía más la estabilidad y reducir la sensibilidad aerodinámica al cabeceo con respecto a la primera generación.
En la parte delantera se perciben importantes modificaciones que afectan al splitter, con un borde de ataque pronunciado y al cofre, el cual está hecho de fibra de carbono y, gracias al gran saliente central sacado del Huracán Super Trofeo Evo, mejora todavía más la capacidad de enfriamiento del radiador. La defensa presenta inéditos recovecos laterales que albergan dos grandes "flicks" que garantizan una elevada carga aerodinámica. La parte de atrás está dominada por la gran ala de fibra de carbono con los extremos modelados mediante dos "twists" que optimizan la eficiencia aerodinámica y por el difusor con aletas rediseñadas.
El desarrollo de la mecánica ha llevado a una modificación de la cinemática de las suspensiones delanteras, soportadas por brazos que ya no son de acero, sino de aluminio modelado en una sola pieza para mejorar la fase de balanceo y la conexión entre los dos ejes. El eje posterior también ha sufrido actualizaciones relevantes: nuevos cubos, cojinetes y semiejes que utilizan trípodes para asegurar una mayor eficiencia de la transmisión y un mantenimiento más sencillo.